# Římské války v Hispánii
Římská expanze na Iberský poloostrov začala za druhé punské války koncem 3. století př. n. l. Po dobu bezmála dvou staletí sváděla římská republika urputné a krvavé boje nejprve s Kartáginci a poté s kmeny obývajícími Iberský poloostrov. Jeho ovládnutí završil teprve první římský císař Augustus v závěru 1. století př. n. l.
Kartaginští vojevůdci z rodu Barkovců si ve 3. století př. n. l. podmanili rozsáhlé území na jihu Ibérie. Když Hannibal dobyl Saguntum, využili toho Římané jako záminky k rozpoutání druhé punské války a v roce 218 př. n. l. vylodili legie na severovýchodě Hispánie s úmyslem vyvrátit tamější kartaginskou říši. V dalších sedmi letech dosáhlo římské vojsko v čele s bratry Scipiony několika vítězství, nicméně oba posléze přišli o život. Jejich příbuzný Publius Cornelius Scipio se zmocnil významného města Nové Kartágo a vítězstvím v bitvě u Ilipy v roce 206 př. n. l. ukončil přítomnost Punů na poloostrově.
Přestože Kartáginci byli vypuzeni, strach z jejich návratu a touha po nerostném bohatství země přiměly Římany k tomu, aby v Hispánii setrvali. Římský senát záhy zjistil, že odlehlost hispánských území činí přímou kontrolu nad nimi nemožnou. V roce 197 př. n. l. rozhodl o vyslání dvou správců v hodnosti praetorů a na pobřeží Středozemního moře vytvořil provincie Přední Hispánie (Hispania Citerior) a Zadní Hispánie (Hispania Ulterior). Opakovaná povstání měl potlačit konzul Marcus Porcius Cato. Ani jeho tažení ale nevedla k utlumení odporu kmenů ve vnitrozemí. V roce 181 př. n. l. vpadli Římané na území Keltiberů, čímž zahájili první keltiberskou válku. Po třech letech je Tiberius Sempronius Gracchus přinutil k poslušnosti a uzavřel s nimi mír, který přinesl Hispánii čtvrtstoletí relativního klidu.
Nedostatečný dohled senátu nad poměry v provinciích umožňoval správcům zneužívat svoji moc. Jejich chamtivost a snaha získat válečnou slávu vyústily v četné vzpoury Hispánů, usilujících o obnovení někdejší nezávislosti. V letech 155 až 133 př. n. l. se jim bezmála podařilo setřást nadvládu Římanů v sérii zuřivých válek. Jako první povstali Lusitánové, kteří svými nájezdy téměř rozvrátili Zadní Hispánii. K nim se záhy připojili Keltiberové a během druhé keltiberské války přivodili Římanům citelné ztráty. Proradnost a krutost římských velitelů dále prohloubily nedůvěru a nenávist Hispánů.
Klíčovou postavou další fáze lusitánské války se stal Viriathus, v němž Římané narazili na mimořádně schopného protivníka. Pod jeho vedením zvítězili Lusitánové v mnoha střetnutích a dokonce přiměli své nepřátelé k uzavření míru. Římané se s tím nesmířili, a jelikož nedokázali porazit Viriatha v bitvě, nechali ho úkladně zavraždit. Jeho úspěchy pohnuly Keltibery k tomu, aby se znovu vzepřeli. Centrem jejich odboje byla nedobytná pevnost Numantie, podle níž se tato válka nazývá numantskou. Navzdory svému nevelkému počtu odolali Numanťané řadě římských vojevůdců, marně se pokoušejících pokořit nezdolné město. Až teprve Publius Cornelius Scipio Aemilianus ho sevřel naprostou blokádou, načež se mu vyhladovělí obyvatelé po několikaměsíčním obléhání vzdali. Třebaže se Hispánové bouřili i v dalších desetiletích a nemalá část Iberského poloostrova zůstávala nepodrobena, pádem Numantie symbolicky skončila rozhodující etapa boje místního obyvatelstva za uhájení svobody.
Dobývání Hispánie završil první římský císař Augustus, když v roce 19 př. n. l. zvítězil v kantabrijských válkách. Následně provedl zásadní administrativní reorganizaci. Provincie Hispania Citerior se výrazně rozšířila a zahrnovala také východní část střední Hispánie a celý sever poloostrova. Její název se změnil na Hispania Tarraconensis. Hispania Citerior se nadále nazývala Hispania Baetica, přičemž její hranice se mírně protáhly do vnitrozemí. Ohromná velikost podmaněného území si vynutila vytvoření třetí provincie na západě poloostrova. Tato nově vzniklá provincie se nazývala Hispania Lusitania a zahrnovala dnešní Portugalsko až po řeku Douro a nynější španělské autonomní společenství Extremadura.

## Před příchodem Římanů

### Kartaginská Ibérie
Féničané, semitský lid původem z východního Středomoří, založili v 8. a 7. století př. n. l. na jižním pobřeží Iberského poloostrova řadu obchodních stanic. Mezi nejvýznamnější fénické kolonie náležely Gades (dnešní Cádiz), Malaka (Málaga), Sexi (Almuñécar) a Abdera (Adra). Prostřednictvím těchto obchodních středisek vyváželi Féničané z Ibérie kovy, zejména stříbro, cín a měď.
V 7. století př. n. l. začali v Ibérii navazovat obchodní kontakty rovněž Řekové. Kolem roku 600 př. n. l. se na severovýchodě Iberského poloostrova usadili kolonisté příchozí pravděpodobně z řeckého města Massalia (Marseille) a založili přístav, pojmenovaný Emporion (Empúries).
Postavení Féničanů jako obchodní mocnosti Středomoří vzalo za své v první polovině 6. století př. n. l. Jejich místo záhy zaujalo Kartágo, někdejší fénická kolonie nacházející se v severní Africe. Do rukou Kartáginců postupně přešla kontrola nad fénickými sídly v jižní Ibérii, jež si přesto ponechala jistou míru nezávislosti. Podobně jako jejich féničtí předkové i Kartáginci rozšiřovali svůj vliv do úrodného a lidnatého údolí řeky Baetis (Guadalquivir) a zřejmě vyvrátili tamější významné město Tartessos. Kromě nerostného bohatství využívali rovněž zdejší lidské zdroje a najímali do svých armád iberské válečníky.
V dalších dvou staletích kartaginský vliv na Iberském poloostrově poněkud poklesl. Zvrat nastal teprve s příchodem Hamilkara Barky, který se po skončení první punské války, v níž Kartáginci podlehli Římanům, vydal „obnovit kartaginské državy v Ibérii.“ Když v roce 237 př. n. l. přistál v Gadách, politické poměry v Hispánii byly velice složité a proměnlivé. Celý poloostrov obývala pestrá směsice různých etnik: Jih a východ patřil Iberům, náhorní plošina za řekou Tagus (Tajo) Keltiberům, na západě sídlili Lusitánové a v horách na severu Kantabrové a Kallékové. Jednotlivé etnické skupiny se dále členily do mnoha lokálních kmenů, jejichž nesvornost a vzájemné konflikty je činily snadným cílem výbojů.
Během několika let si Hamilkar vojenskou mocí a diplomacií podmanil údolí řeky Baetis a pohoří Sierra Morena, oplývající rozsáhlými nalezišti stříbra, a položil základy punské domény v jižní Hispánii. Získané území přineslo Kartágincům značné bohatství, plynoucí z nově vybudovaných dolů a odvodů uložených podrobeným kmenům. Hamilkar významně posílil své vojsko o odvedence z řad domorodého obyvatelstva a žoldnéře. Při obléhání jednoho z místních měst padl ale do léčky a přišel o život.
Po smrti Hamilkara Barky se stal velitelem punského vojska v Hispánii jeho zeť Hasdrubal. Ten konsolidoval výboje dosažené svým předchůdcem a posunul hranice kartaginské moci až k řece Tagus, díky čemuž mu podléhala velká část Iberského poloostrova. Postavení Punů dále upevnil uzavíráním spojenectví s kmenovými náčelníky. Hlavní stan si zřídil v nově založeném městě, disponujícím znamenitým přístavem, které Římané nazývali Carthago Nova (Cartagena). Rozmach punské říše v Hispánii ohrožoval zájmy římského spojence Massalie. Římané proto v roce 226 př. n. l. vyslali k Hasdrubalovi emisary a uzavřeli s ním smlouvu, v níž se Kartáginci zavázali nepřekročit s „válečným úmyslem“ řeku Hiberus (Ebro). Tím byla vymezena nejzazší hranice punského záboru v Hispánii.

### Obléhání Sagunta
V roce 221 př. n. l. Hasdrubala zavraždil jakýsi hispánský voják. Velení armády poté přešlo na dalšího člena rodu Barkovců, Hamilkarova nejstaršího syna Hannibala. V následujícím roce podnikl Hannibal tažení do střední Ibérie a pronikl k řece Durius (Douro). Při přechodu řeky Tagus rozdrtil vojsko místních kmenů a do podzimu roku 220 př. n. l. rozšířil kartaginskou vládu až po Hiberus. V průběhu jediného roku tak téměř zdvojnásobil území dobyté svým otcem a švagrem v předchozích šestnácti letech. Koncem téhož roku k němu Římané vyslali poselstvo, jež ho varovalo, aby nepřekračoval Hiberus a nenapadal iberské město Saguntum. To sice udržovalo s Římem přátelské styky, nebylo však jeho spojencem a nalézalo se jižně od Hiberu, tedy v oblasti kartaginské sféry vlivu.
Hannibal se římským vměšováním nenechal odradit a na jaře 219 př. n. l. Saguntum oblehl. Obyvatelé města, spoléhající se na pomoc Říma, se odmítli podvolit a informovali Římany o kartaginské agresi. Římský senát obdržel zprávu o útoku na Saguntum, proti Hannibalovi ale po dobu obléhání nijak nezakročil. Saguntum disponovalo znamenitými hradbami a jeho obránci kladli dobyvatelům houževnatý odpor. O úpornosti Sagunťanů svědčí skutečnost, že sám Hannibal utrpěl v boji vážné zranění. Teprve po osmi měsících nelítostného obléhání se kartaginskému vojsku podařilo překonat hradby a vyhladovělé obránce zdolat. Po vydrancování Sagunta odvedl Hannibal své vojáky do zimních táborů a začal se připravovat na nevyhnutelný střet s Římem. Pád Sagunta přiměl Římany vyslat emisary do Kartága, kde se dožadovali Hannibalova vydání. Kartáginci se za svého vojevůdce postavili, načež jim Římané vyhlásili válku.

## Válka s Puny

### Římské předpolí
Když se Hannibal doslechl o vyhlášení války, shromáždil v Novém Kartágu své muže a na jaře 218 př. n. l. vytáhl na sever v čele obrovské vojenské moci, čítající 90 000 pěšáků, 12 000 jezdců a 37 válečných slonů. Během necelých tří měsíců si podrobil území mezi řekou Hiberus a Pyrenejemi, kromě pobřežního města Emporion, a přes jižní Galii zamířil do Itálie. V září dosáhl řeky Rhodanus (Rhôna), jíž překročil hlouběji ve vnitrozemí. Navzdory tomu se tehdy o jeho postupu dozvěděli Římané. V Massalii se právě nacházelo opačným směrem táhnoucí římské vojsko, vedené konzulem Publiem Corneliem Scipionem, jehož senát pověřil výpravou do Hispánie. Mezi jezdectvem obou stran došlo k menšímu střetnutí, nicméně Hannibalovi se podařilo odpoutat od svých pronásledovatelů. Konzul Scipio se v reakci na to rozhodl odplout zpět do Itálie. Většina jeho vojska, jehož velení svěřil svému staršímu bratrovi Gnaeu Corneliovi Scipionovi, pokračovala po moři do Hispánie.

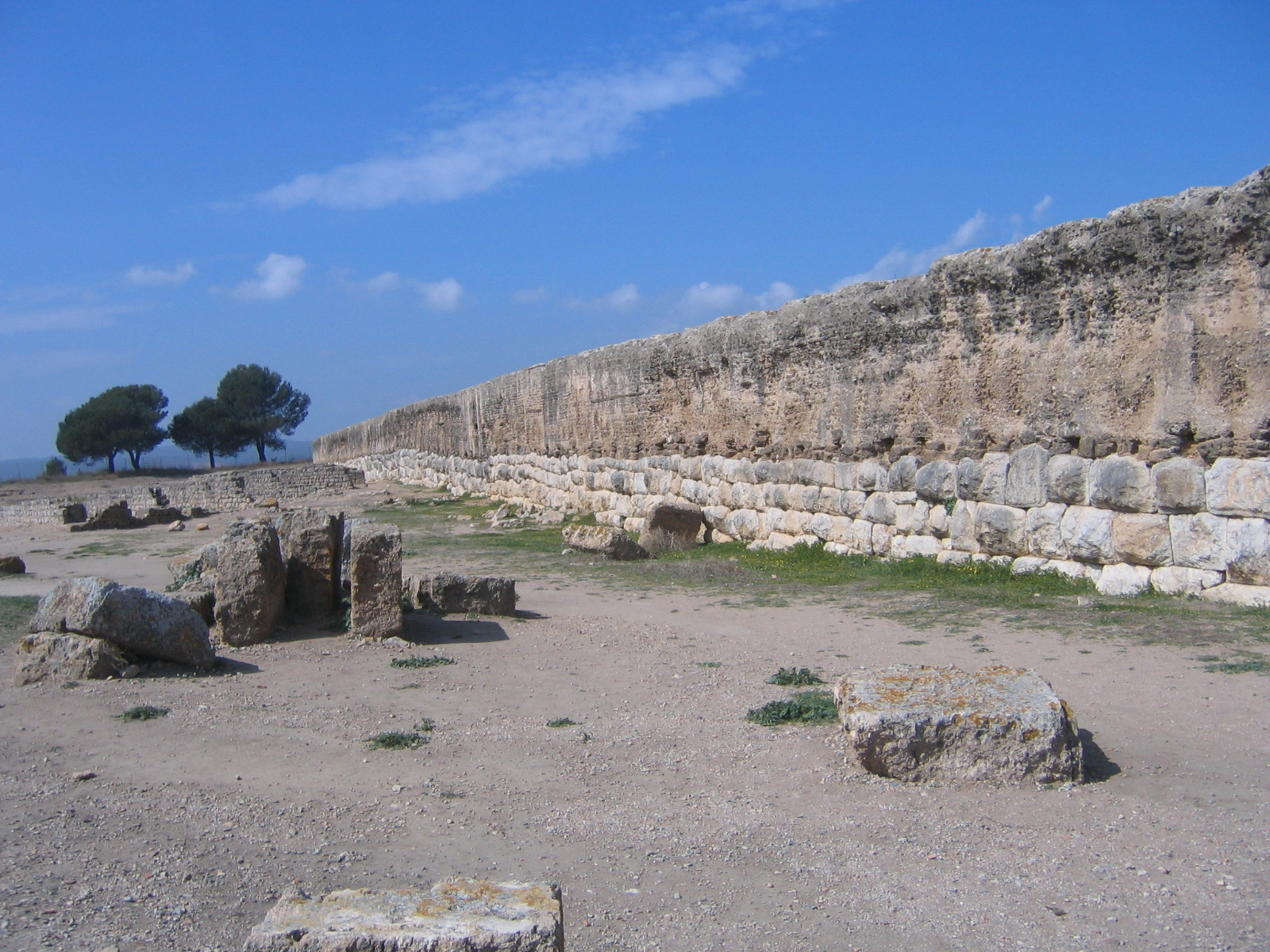
Hradby řeckého města Emporion, vstupní brány Římanů do Iberie

Gnaeus Scipio se ještě v témže roce vylodil se dvěma legiemi v Emporiích. Některé Hannibalem nedávno zpacifikované kmeny, obývající pobřežní oblasti severně od Hiberu, se vzápětí přidaly na stranu Římanů a posílily jejich vojsko, čítající přibližně 25 000 mužů. V oblasti mezi Hiberem a Pyrenejemi zanechal Hannibal 11 000 mužů v čele se svým podřízeným Hannonem. Kartaginský velitel vyrazil proti Gnaeovi Scipionovi a svedl s ním bitvu u Kissy. Početně silnější Římané v boji zvítězili, pobili 6000 Hannonových vojáků a 2000 zajali. Do římského zajetí upadli rovněž Hanno a Indibilis, náčelník Punům nakloněného kmene Ilergetů. Po bitvě dorazil do severovýchodní Hispánie se svým vojskem Hannibalův mladší bratr Hasdrubal Barkas, vrchní velitel punských sil na poloostrově. Jakmile se dozvěděl o Hannonově porážce, stáhl se zpět za Hiberus. Gnaeus Scipio se musel vypořádat s odbojnými Ilergety, napadl také kmen Ausetánů a jejich sousedy Lacetany. Poté se utábořil na zimu ve městě Tarraco (Tarragona), které se stalo hlavním římským opěrným bodem v severovýchodní Hispánii.
Počátkem léta 217 př. n. l. se Hasdrubal s pěším vojskem doprovázeným 40 loďmi vydal podél pobřeží na sever. Gnaeus Scipio uvažoval o pozemním střetnutí s blížícími se nepřáteli. Když se doslechl o velikosti Hasdrubalova vojska, upustil od svého záměru a nalodil své nejzdatnější muže na 35 lodí, s nimiž vyplul vstříc punské flotile. Římanům a jejich spojencům z Massalie se podařilo zastihnout nepřipravené punské loďstvo kotvící u ústí Hiberu. Zaskočení Punové se ve zmatku pokusili přichystat své lodě k boji, nicméně nedostatek prostoru v ústí řeky jim znemožnil rozvinout svoji formaci. Římané své nepřátele snadno zahnali na ústup, načež je při pronásledování přinutili přirazit ke břehu a uprchnout na pevninu. Pak se přiblížili k pobřeží, vzali do vleku plavidla schopná pohybu a ukořistili 25 lodí. Vítězstvím v bitvě u řeky Hiberu si Římané zajistili převahu na moři, což jim umožnilo podniknout námořní výpravy do okolí Nového Kartága a na ostrov Ebusus (Ibiza). Obyvatelé Baleárských ostrovů následně vyslali své posly ke Gnaeu Scipionovi se žádostí o mír. Podle Livia se Římanům poddalo a odevzdalo rukojmí také mnoho hispánských kmenů. Někdejší ilergetský náčelník Indibilis, jenž se v mezidobí dostal na svobodu, však společně se svým mladším bratrem Mandoniem podnítil některé kmeny ke vzpouře proti Římanům. Hasdrubal se po porážce stáhl na jihozápad, kde se musel potýkat s Keltibery, kteří na Scipionovu výzvu pozvedli zbraně proti Punům.

### Bratři Scipionové

Iberie zobrazující jednotlivé etnické skupiny, rozsah punské domény a bitvy svedené během druhé punské války

Římané hodlali využít Hasdrubalových nesnází v Hispánii k dalšímu oslabení punské moci v této zemi. Svoji aktivitou zde poutali značnou část kartaginského vojska a překáželi v přísunu posil Hannibalovi v Itálii. Římský senát po vítězství Gnaea Scipiona v námořní bitvě prodloužil imperium jeho bratru Publiovi a vyslal ho jako prokonzula s 20 válečnými loďmi a 8000 vojáky do Hispánie. Oba bratři vedli poté válku společně.
Posily dorazily i Hasdrubalovi, jemuž přišlo z Afriky na pomoc 4000 pěšáků a 500 jezdců. V tažení proti Římanům mu ale zabránilo povstání Turdetanů na jihozápadě poloostrova. Po jeho potlačení obdržel z Kartága příkaz, aby neprodleně vyrazil s vojskem do Itálie. Zpráva se brzy roznesla mezi hispánské kmeny. V reakci na jejich kolísající věrnost napsal Hasdrubal do Kartága dopis, v němž upozorňoval na nebezpečí odpadnutí Hispánie k Římanům v případě jeho odchodu. Kartaginská vláda setrvala i přes Hasdrubalovo varování na svém předchozím rozhodnutí. V zájmu udržení své domény na Iberském poloostrově nicméně vyslala do Hispánie nové vojsko a loďstvo pod velením Himilcona. Hasdrubalovi se tím uvolnily ruce k výpravě do Itálie. Vybral proto peníze od svých hispánských poddaných, najal keltské žoldnéře a počátkem roku 215 př. n. l. zamířil k řece Hiberus.
Scipionové sloučili svá vojska a vydali se proti blížícímu se Hasdrubalovi. Ve snaze zamezit mu v jeho záměru spojit se s Hannibalem oblehli punského spojence, město Hiberu (pozdější římská Dertosa), ležící poblíž stejnojmenné řeky. Hasdrubal v odpovědi na to napadl jiné město, jež se nedávno přidalo k Římanům. Ti zanechali obléhání Hiberu a obrátili se proti svým nepřátelům. Nastalá bitva u Hiberu se vyvíjela podobně jako bitva u Kann, v níž Hannibal s drtivým úspěchem uplatnil dvojitý obchvatný manévr. Hasdrubalovi se podařilo zatlačit Římany na křídlech, nedokázal ale dokončit obklíčení protivníkova vojska a jeho iberská pěchota ve středu linie se pod náporem legionářů dala na útěk. Římané potom rozdrtili obě nepřátelská křídla. Samotný Hasdrubal měl vyváznout z boje jen s hrstkou mužů. Scipionům se v této bitvě podařilo zničit většinu Hasdrubalova vojska směřujícího do Itálie, a to v kritické fázi druhé punské války, kdy římská republika stála v důsledku předchozích Hannibalových vítězství na pokraji porážky.
Průběh války v následujících čtyřech letech lze vzhledem k nedostatku dochovaných pramenů určit jen s obtížemi. Livius, jehož dílo představuje stěžejní pramen této fáze konfliktu, se zmiňuje o podezřele vysokém počtu římských vítězství a kartaginských nezdarů. Navíc časové řazení jednotlivých událostí podávané Liviem lze označit za nepřesné, neboť mnohé z nich se prokazatelně odehrály později.
V roce 215 př. n. l. dorazil do Hispánie Hannibalův nejmladší bratr Mago Barkas s 12 000 pěšáky, 1500 jezdci a 20 slony. Kartaginská vláda chtěla Magona vyslat původně do Itálie, nicméně Hasdrubalova porážka u Hiberu ji přiměla změnit své rozhodnutí. Scipionové čelili vážným těžkostem při zásobování svých mužů a žádali Řím o peníze a obilí. Římská republika, vyčerpaná porážkou u Kann a odpadnutím velkého počtu italických spojenců, neměla v této fázi dostatek zdrojů k uspokojení potřeb vojska v Hispánii. Jejich zajištění a dopravu proto od státu převzaly společnosti soukromých obchodníků.
V dalších dvou letech se nepřihodilo nic významného, byť Livius tvrdí, že Scipionové vytáhli v roce 214 př. n. l. do jižní Hispánie. Jeho líčení tohoto tažení obsahuje věrohodné údaje. Podle názoru moderních badatelů se ale popisované skutečnosti odehrály až o dva roky později. Situaci v Hispánii citelně ovlivnila vzpoura numidského krále Syfaka proti Kartágu, k níž došlo v severní Africe v roce 213 př. n. l. Scipionové záhy využili králova odpadnutí a navázali s ním přátelské vztahy. V reakci na Syfakovu revoltu Kartáginci stáhli část svých sil z Ibérie.

### Pohroma

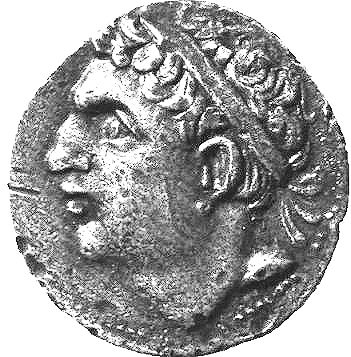
Mince s podobiznou Hasdrubala Barky

V roce 212 př. n. l. se Scipionové pokusili prolomit patovou situaci předchozích dvou let a po překročení Hiberu zamířili do nitra punské domény na poloostrově. Přitom se střetli s punským velitelem Hasdrubalem, synem Gisgona, který přibyl do Hispánie zřejmě po potlačení Syfakova povstání v Africe. Na stranu Římanů přešel dosavadní kartaginský spojenec, významné iberské město Castulo (poblíž dnešního Linares). Vedle toho se jim podařilo vypudit punskou posádku ze Sagunta a navrátili město jeho přeživším původním obyvatelům. Římané poté přezimovali v zemi Oretánů.
V následujícím roce obdrželi Scipionové výraznou posilu v podobě 20 000 Keltiberů. S takto rozmnoženými vojenskými sbory se chystali ukončit válku v Hispánii. Tomuto záměru stála v cestě tři punská vojska, v jejichž čele stáli Hasdrubal Gisgo a Mago Barkas, kteří spojili své tábory, a Hasdrubal Barkas. Scipionové rozdělili na horním toku řeky Baetis své síly tak, že Publius se s dvěma třetinami vojska vypravil proti Hasdrubalu Gisgonovi a Magonovi, zatímco Gnaeus se vydal se zbývající třetinou a Keltibery vstříc Hasdrubalu Barkovi. Publius se záhy ocitl v nesnázích, způsobených soustavnými nájezdy numidských jezdců prince Masinissy. Když se doslechl, že se k němu blíží Indibilis s několika tisíci Hispány, rozhodl se předejít hrozícímu obklíčení a svést s ním bitvu. Jakmile se však na křídlech Římanů objevila numidská jízda, zachvátila je panika, již dokonal příchod hlavního punského voje. V nastalé řeži byli Římané zcela potřeni a jejich velitel padl.
Vážným obtížím čelil v téže době také Gnaeus. Hasdrubal Barkas totiž uplatil jeho keltiberské spojence a ti se vrátili do svých domovů. Gnaeovi proto nezbylo než ustoupit na sever. Přitom ho těsně následoval Hasdrubal Barkas, k němuž se zanedlouho připojili i Mago a Hasdrubal Gisgo. Gnaeus se uchýlil na jakýsi nevelký pahorek, kde se svými muži zaujal kruhovou obranu. Punská přesila brzy překonala improvizovaná římská opevnění a zmasakrovala jejich obránce včetně Gnaea Scipiona.
Zkáza Římanů by byla téměř úplná, nebýt římského jezdce Lucia Marcia, který shromáždil rozprášené zbytky vojska a odvedl je zpět za Hiberus. V jejich moci zůstal jen úzký pás území táhnoucí se severně od této řeky. Punští velitelé mohli v tomto okamžiku završit dosažené úspěchy a vyhnat své nepřátelé z Hispánie. Mylně se však domnívali, že válku na poloostrově ukončili a začali mezi sebou vést neustálé spory. Svojí nepochopitelnou řevnivostí dovolili Římanům přestát utrpěné porážky a vytrvat do příchodu čerstvých posil z Itálie.

### Nový začátek
Na pohromu Scipionů zareagoval římský senát vysláním osvědčeného vojevůdce Gaia Claudia Nerona s 12 000 pěšáky a 1000 jezdci. Nero zkonsolidoval postavení Římanů, ničeho významnějšího proti Kartágincům ale nedosáhl. Římané se potom uchýlili k něčemu naprosto neobvyklému. Velitelem vojska v Hispánii ustavili Publia Cornelia Scipiona, syna stejnojmenného, nedávno padlého prokonzula, neoplývajícího žádnými zkušenostmi se samostatným velením a příliš mladého na to, aby mohl zastávat jakýkoli vyšší úřad.
Na podzim 210 př. n. l. se Scipio vylodil v Emporiích s 10 000 pěšáky a 1000 jezdci. Po svém příchodu soustředil veškeré své síly a spojence do Tarracony, kde přezimoval. Scipionovo vojsko čítalo celkem 28 000 pěších a 3000 jezdců a stěží se tedy vyrovnalo jediné ze tří punských armád. Ty se nacházely ve velké vzdálenosti od sebe, každá v jiné části poloostrova: Hasdrubal Barkas bojoval s Karpeťany v oblasti dnešního Toleda, Mago se zdržoval u Herkulových sloupů a Hasdrubal Gisgo mezi Lusitány. Scipio zvolil zcela odlišnou strategii, než jakou sledovali jeho otec a strýc. Na jaře 209 př. n. l. vyrazil s většinou svých mužů rychlými pochody k Novému Kartágu, nejdůležitějšímu městu punské Ibérie. Pozemní vojsko doprovázelo podél pobřeží loďstvo pod velením Scipionova přítele Gaia Laelia, jehož jediného Scipio obeznámil s cílem tažení. Hned druhý den obléhání Nového Kartága se Římanům podařilo zmocnit se města nenadálým útokem.

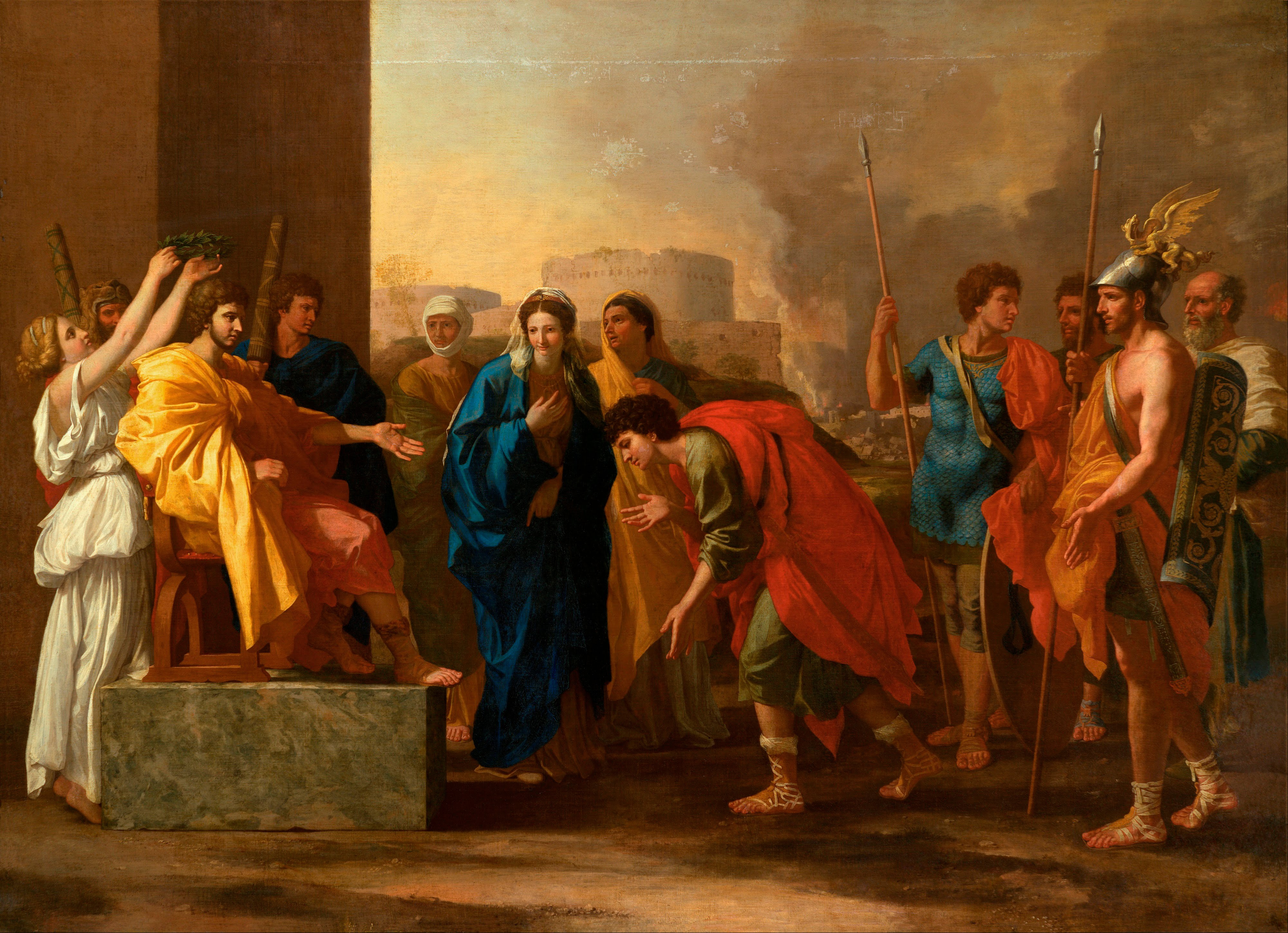
Scipionova zdrženlivost, obraz Nicolase Poussina znázorňující vítězného vojevůdce odevzdávajícího urozenou rukojmí jejímu iberskému snoubenci

Dobytím Nového Kartága Scipio fakticky vytlačil Puny z východní Hispánie a ztížil jim dopravu zásob a posil z Afriky. Římanům padla do rukou obrovská kořist, neboť ve městě se nacházelo velké množství zbraní, válečné výstroje, nákladních i vojenských lodí, zlata a uskladněného obilí. Mimoto se tu zdržoval značný počet urozených Hispánů, držených zde Kartáginci jako rukojmí. Scipio nechal tato rukojmí propustit do jejich domovů. Svojí mírností a velkorysostí k nim si získal přízeň a důvěru mnoha kmenů.
Rychlý a překvapivý pád Nového Kartága zcela ochromil punské vojevůdce, omezující se na pasivní vyčkávání dalšího Scipionova tahu. Scipio však zanechal v dobytém městě posádku a odtáhl přezimovat zpět do Tarracony. Tam za ním zavítal náčelník Edetanů Edeskó, ucházející se o spojenectví s Římany. Kromě něho odpadlo od Kartáginců i několik dalších hispánských náčelníků, včetně Indibila a Mandonia. Tito dva byli po dlouhou dobu považováni za nejspolehlivější punské spojence. Indibilovou oddaností ale otřásla povýšenost a neomalenost Hasdrubala Gisgona, který od něho vyžadoval peněžní prostředky a nakonec si vynutil odevzdání dcer jako rukojmích. Když je Scipio propustil, Indibilis se mu podřídil a na jaře 208 př. n. l. s ním vytáhl proti Hasdrubalovi Barkovi.
Kartaginský vojevůdce zaujal výhodně položené postavení na kopcích poblíž města Baecula (v dnešní provincii Jaén). Jeho hispánští spojenci ho opouštěli a hromadně přecházeli k Římanům. V důsledku toho bylo jeho vojsko početně slabší než římské. Scipiona poněkud zneklidnila skutečnost, že nepřítel se nachází na vyvýšené pozici. Po dvou dnech váhání se rozhodl zaútočit, jelikož se obával, že by se mohli objevit Mago a Hasdrubal Gisgo a společně s Hasdrubalem by ho mohli obklíčit. Scipio vystoupal se svými muži na vrchol kopce, na němž tábořili Kartáginci, a rozdrtil křídla protivníkova vojska dříve, než se stihlo zformovat. Hasdrubal proto zanechal boje a s většinou vojáků ustoupil. Scipio se ho nepokoušel pronásledovat, neboť nechtěl riskovat střet s ostatními punskými veliteli. Místo toho převedl své vojsko do kartaginského tábora s úmyslem vyčkat jejich příchodu. Hasdrubal mezitím táhl údolím řeky Tagus směrem na severovýchod a dále k pyrenejským průsmykům. Po jejich zdolání pokračoval přes jižní Galii do Itálie, aby pomohl svému bratru Hannibalovi. I přes odchod Hasdrubala Barky Punové v Hispánii nadále početně převyšovali Římany.

### Vypuzení Kartáginců
V roce 207 př. n. l. se Hasdrubal Gisgo stáhl až k Atlantskému oceánu a ke Gadám. Pobřeží Středozemního moře a východ poloostrova se nacházely v moci Římanů. Kartáginci vyslali z Afriky nové vojsko v čele s velitelem jménem Hanno, jenž měl nahradit Hasdrubala Barku. Hanno se společně s Magonem vydal na území Keltiberů verbovat žoldnéře. Scipio proti nim vyslal 10 000 mužů a 500 jezdců pod velením Marka Silana. Tomu se podařilo nečekaným útokem překvapit Keltibery a zajmout Hannona. Mago uprchl s částí vojska k Hasdrubalu Gisgonovi. Scipio následně vytáhl do Baetiky proti Hasdrubalovi a pokusil se ho přimět k rozhodujícímu střetu. Kartaginský vojevůdce se vyvaroval otevřené bitvy a rozptýlil své vojáky do jednotlivých měst, chráněných hradbami. Římané tedy zanechali tažení a zamířili do svých zimních táborů na severovýchodě. Ještě předtím dosáhl Scipionův bratr Lucius Cornelius Scipio alespoň dílčího vítězství dobytím města Orongis (Jaén).
V dalším roce shromáždili Kartáginci obrovskou armádu sestávající z 50 000 pěších a 4500 jezdců a slonů. S touto válečnou mocí se Hasdrubal Gisgo, podporovaný Magonem, utábořil u města jménem Ilipa (poblíž Sevilly). Scipionovy síly se svým počtem nevyrovnaly Punům. Římský velitel proto odvedl četné pomocné sbory z místních kmenů. Jeho vojsko se díky tomu rozrostlo na asi 45 000 pěšáků a 3000 jezdců, z čehož však jen zhruba polovinu tvořili Římané a Italikové. Ihned po příchodu na bojiště napadla Římany punská a numidská jízda, vedená Magonem. Jejich nájezd odrazilo římské jezdectvo, skryté za nedalekým kopcem. Po několika dnech oboustranného otálení se Scipio odhodlal ke svedení bitvy, kterou rozhodl odvážným vysunutím křídel proti hispánským spojencům Punů. Římané nakonec přiměli Puny k útěku do jejich tábora, v jehož dobytí jim zabránila jen prudká bouře.
Bezprostředně po bitvě odpadli od Punů jejich hispánští spojenci. Hasdrubal proto nařídil zbývajícím mužům opustit tábor. Římané se vzápětí energicky pustili do jejich pronásledování, načež se zbytky punského vojska postupně rozpadly. Valná část Afričanů byla pobita, mnozí padli do zajetí, některým se podařilo utéct či přeběhnout. Hasdrubal se s asi 6000 vojáky opevnil na jakémsi strmém pahorku. Z bezvýchodné situace se zachránil útěkem do Gad, kam uprchl také Mago. Odsud odplul Hasdrubal po moři do Afriky.
Zraněné a nemocné vojáky usadil Scipio nedaleko místa konání bitvy v nově založeném městě, nazvaném Italica. Potom rozdělil své síly a podnikl několik trestných výprav proti hispánským obcím odmítajícím podvolit se Římanům. Lucia Marcia vyslal k dříve odpadlému městu Castulo, zatímco sám se vydal na území Iliturgů, aby oblehl zdejší město Iliturgis (poblíž dnešního Andújaru). Místní obyvatelé se proti Římanům provinili tím, že před lety vydali a pobili vojáky, kteří k nim uprchli po porážce bratří Scipionů. Po dobytí Iliturgis Římané vyhladili veškeré obyvatelstvo včetně nemluvňat a vypálili město do základů. Castulona se zmocnili zradou místního velmože.
Nedlouho nato Scipio onemocněl natolik vážně, že se rozšířily zvěsti o jeho smrti. Tyto zprávy podnítily některé hispánské kmeny k zahájení odboje proti Římanům. Ilergetský náčelník Indibilis získal na svou stranu Lacetany a Keltibery a zpustošil území římských spojenců. V téže době vypukla vzpoura 8000 římských vojáků, zahálejících v táboře u města Sucro. Vzbouřenci se dožadovali vyplacení žoldu a návratu do Itálie. Navzdory očekávání se Scipio zotavil a obnovil kázeň ve vojsku popravením vůdců vzpoury. S jádrem vojska se pak Scipio vypravil proti Ilergetům a potřel je v bitvě. Poražený Indibilis poslal do římského tábora svého bratra Mandonia, jemuž se podařilo pro oba vyprosit milost.
Mago se mezitím zdržoval v Gadách, kde proti sobě tvrdým vymáháním peněz popudil místní obyvatelstvo. Překvapivým námořním přepadem se neúspěšně pokusil obsadit Nové Kartágo. Nakonec se přepravil s loďmi na ostrov Menorca a sebral zde několik tisíc žoldnéřů, s nimiž se vypravil do Itálie. Po jeho odchodu se město Gades vzdalo Římanům, čímž definitivně skončila kartaginská přítomnost v Ibérii. Během pouhých čtyř tažení dokázal Scipio vypudit Kartágince z poloostrova a v roce 205 př. n. l. se vrátil do Říma.

## Války s Keltibery

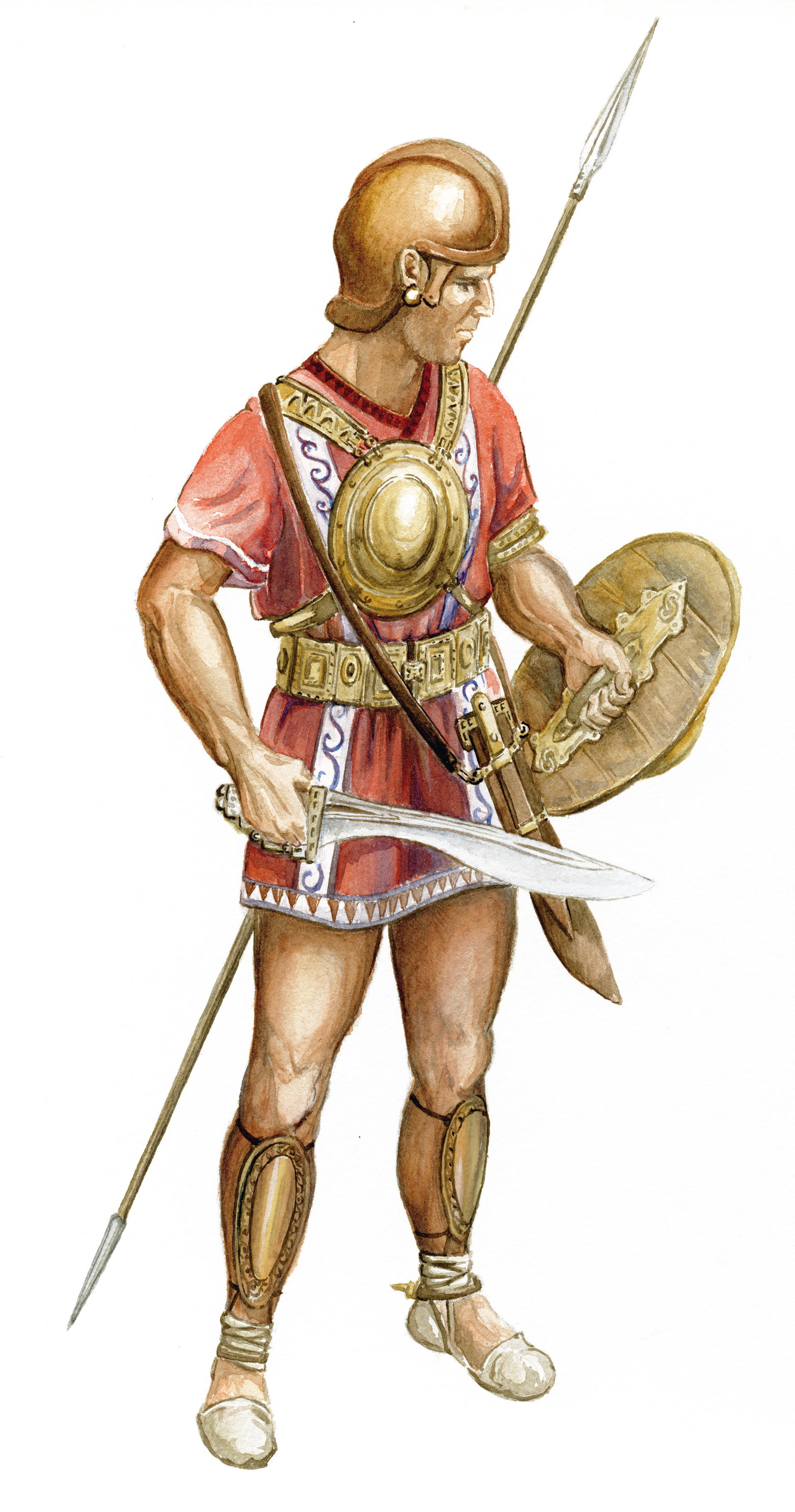
Keltiberský válečník

Po porážce Kartáginců v roce 206 př. n. l. ovládali Římané nepříliš široký pás území na pobřeží Středozemního moře sahající od Pyrenejí na severovýchodě až k městu Gades na jihu. Kontrolovali také rovinatou a úrodnou krajinu při řece Baetis. Třebaže vyhnali Puny z Iberského poloostrova, rozhodli se zde ponechat své vojenské síly. Obávali se totiž, že v případě odchodu by se Kartáginci pokusili obnovit ztracené pozice. Důležitý motiv pro setrvání představovala zřejmě i dychtivost po bohatých nalezištích zlata a stříbra v Iberii. O rozsahu využívání tamějšího nerostného bohatství Římany svědčí Polybiova poznámka, že v dolech poblíž Nového Kartága pracovalo 40 000 otroků, kteří každý den vytěžili stříbro v hodnotě 25 000 denárů. Pravděpodobně nedlouho po bitvě u Ilipy začali Římané některým kmenům ukládat pevně stanovené daně (stipendium) a tuto povinnost pozvolna rozšiřovali i na ostatní. Naráželi při tom na odpor Keltiberů, marně doufajících po vypuzení Kartáginců v ukončení cizí nadvlády. Jejich politická nejednotnost a nekoordinovanost akcí, způsobená chybějícím povědomí o společné identitě, usnadňovala ale pozvolné pronikání Římanů.
Řečtí a římští autoři nahlíželi na domorodé obyvatelstvo jako na primitivní barbary a ve svých dílech běžně označují iberské bojovníky za lupiče. Navzdory tomu byla civilizační úroveň Iberie srovnatelná s oskickou Itálií ve druhé polovině 4. století př. n. l. Obyvatelé se živili především pastevectvím, vynikali v metalurgii, a to jak ve zpracování vzácných kovů, tak železa. Dokladem toho je i všeobecně známá skutečnost, že Římané převzali do své výzbroje znamenitý hispánský meč (gladius hispaniensis). V oblasti vojenství se Keltiberové nevyrovnali disciplíně a organizaci Římanů, avšak vynahrazovali to svojí zarputilostí a nepoddajností. Přestože jejich způsob válčení se vyznačoval přepady a léčkami, nevyhýbali se ani otevřenému střetu.
Zásadní překážku římské expanze tvořil převážně hornatý povrch Iberie. Velkou část vnitrozemí zabírá skalnatá náhorní plošina Meseta s průměrnou nadmořskou výškou více než 600 metrů. Mesetu protínají Kastilské hory, členící ji na severní a jižní polovinu. Na jihozápadě klesá do vyprahlých plání Extremadury. Obklopují ji Iberské hory na východě, Kantaberské pohoří na severu a Sierra Morena na jihu. Na poloostrově se nacházejí další dvě horská pásma: Pyreneje, oddělující ho od zbytku Evropy, a Betická Kordillera v jeho nejjižnější části. Nížiny se rozkládají pouze v povodí velkých řek a při pobřeží. Podnebí se vyznačuje výraznými extrémy, neboť v zimě převládá v oblasti Mesety relativně mrazivé počasí, v létě čtyřicetistupňová horka a sucho. Klimatické podmínky, nedostatek vody a potravy a obtížná přístupnost činily vedení vojenských operací v tomto prostředí mimořádně náročným.
Kromě hispánského reliéfu, svědčícímu záškodnické taktice obránců, ztěžovala dobývání také značná vzdálenost Říma, bránící efektivnímu řešení logistických a administrativních problémů. Římané zabředli na Iberském poloostrově do dlouhé a nákladné opotřebovávací války. Senát postrádal ucelenou strategii a s výjimkou období, kdy docházelo k vážným vojenským nezdarům, projevoval jen pramalý zájem o tamní dění. Spoléhal se na místodržitele spravující hispánské provincie, kteří ale jen málokdy setrvali ve funkci déle než jeden rok. Mnozí se navíc ukázali být příliš nezkušení nebo neschopní. Jejich zprávy, obvykle jediný zdroj informací senátu o poměrech na poloostrově, běžně obsahovaly zavádějící údaje.
Římané byli na Iberském poloostrově poprvé nuceni udržovat stálé vojenské sbory, čítající v klidnějších dobách dvě legie. V časech krize se jejich počet zvyšoval na pět legií a v závěrečných fázích dobývání dále narůstal. Odhaduje se, že v Hispánii bylo každoročně nasazeno přinejmenším 20 až 25 000 římských vojáků. Kolem roku 180 př. n. l. byli legionáři propouštěni z armády po šesti letech služby. Řím čelil soustavným potížím naplnit stavy legií, protože málokoho dokázala nadchnout vyhlídka nekonečného válčení v odlehlé cizí zemi proti houževnatému a nezdolnému nepříteli působícímu Římanům vysoké ztráty, a to vše bez valné vyhlídky na bohatou kořist. Docházelo dokonce k vyhýbání se vojenské službě, což jen zhoršovalo soustavný nedostatek lidských sil. Přes všechny obtíže, s nimiž se Římané v Hispánii potýkali, nepolevili ve svém odhodlání podmanit si tuto zemi.

### Zřízení provincií
Před odplutím do Říma předal Scipio velení prokonzulům Luciu Corneliu Lentulovi a Luciu Manliu Acidinovi. Podle Appiána Římané právě tehdy vyjevili svůj úmysl trvale spravovat území dobytá v Hispánii. Někteří moderní historikové považují tento moment za počátek jejich nadvlády. Keltiberové si naplno uvědomili, že Římané je neosvobodili od kartaginského panství, nýbrž ho nahradili svým vlastním. Indibilis a Mandonius se s tím nehodlali smířit a povzbuzeni Scipionovým odchodem rozpoutali v létě 205 př. n. l. nové povstání. Kromě Ilergetů zburcoval Indibilis také Ausetány a další sousední kmeny a shromáždil 30 000 pěšáků a 4000 jezdců. O co vážnější se povstání jevilo být, o to snadněji ho prokonzulové potřeli. Indibilise a 13 000 jeho spolubojovníků stihla smrt v bitvě, zatímco Mandonia vydali Keltiberové Římanům k popravě. Lentulus a Acidinus potrestali poražené kmeny pokutou a přinutili je odevzdat zbraně a rukojmí.

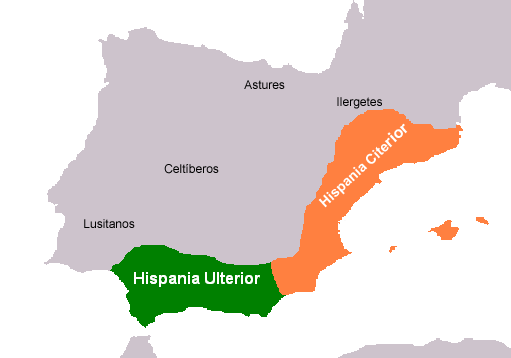
Římské provincie v roce 197 př. n. l.

Vítězní vojevůdci strávili v Hispánii bezmála pět let. Podrobeným kmenům a městům byla uložena povinnost odvádět pravidelné každoroční poplatky. Jelikož situace na poloostrově se v těchto letech zdála víceméně stabilizovaná a bezpečná, římská posádka měla být redukována na pouhou jednu legii a 15 kohort latinských spojenců. Senát dokonce zvažoval, že velení nad těmito silami svěří jedinému místodržiteli.
Římané se dlouhodoběji zabývali otázkou statusu hispánských teritorií a způsobu jejich ovládání. Vzhledem k jejich odlehlosti se ukázalo, že jediné praktické řešení spočívá v přímé správě vykonávané pověřenými úředníky na místě. Při volbách magistrátů pro rok 197 př. n. l. došlo k navýšení počtu praetorů ze čtyř na šest, přičemž dva dodatečně zvolení praetoři Gaius Sempronius Tuditanus a Marcus Helvius zamířili do Hispánie. Jejich úřední působnost (provincia) byla vymezena tak, že Tuditanus obdržel správu území na severovýchodě poloostrova, nazývaného Přední Hispánie (Hispania Citerior), kdežto Helviovi připadlo jižní území, označované jako Zadní Hispánie (Hispania Ulterior). Kromě jiného měli za úkol vytyčit hranici mezi provinciemi. Z pozdějších pramenů vyplývá, že tato hranice vedla jižně od Nového Kartága.
Každý z praetorů si přivedl 8000 spojeneckých pěšáků a 400 jezdců, jimiž měli nahradit dosud sloužící vojáky. Další snížení stavů podnítilo ale Hispány k rozsáhlému povstání. V Zadní Hispánii se vzbouřili místní vládci Kulchas a Luxinius a s nimi více než dvě desítky obcí. Nedlouho nato přišly špatné zprávy i z Přední Hispánie: Tuditanus podlehl nepřátelům v bitvě a přišel o život. Nově zvolení velitelé dostali každý jednu legii a 4000 spojeneckých pěšáků a neprodleně se odebrali do svých provincií. Protože situace zůstávala nadále vážná, rozhodl senát o vyslání jednoho z konzulů pro rok 195 př. n. l. do Hispánie. Tímto konzulem se na základě losování stal Marcus Porcius Cato. Vzrůstající obavy Římanů poněkud zmírnilo hlášení o vítězství nad náčelníky Budarem a Baesadinem.

### Catonova tažení
Cato připlul do Emporií (Empúries) s 25 válečnými loděmi a vojskem čítajícím dvě legie, 15 000 spojeneckých pěšáků a 800 jezdců. Ještě během plavby vyhnal hispánskou posádku z massilské kolonie Rhody (Rosas). Za krátkého pobytu v Emporiích nechal vykázat obchodníky, zajišťující zásobování vojska, do Říma, neboť jak prohlásil: „Válka se musí uživit sama.“ Vzápětí uspořádal trestnou výpravu, při níž zpustošil okolní území, a utábořil se nedaleko Emporií. Zde ho zastihlo poselstvo ilergetského náčelníka Bilistaga, žádajícího o pomoc proti vzbouřeným kmenům. Cato, obklíčený ze všech stran, nehodlal oslabit své sbory tím, že by je rozdělil, avšak nemohl odmítnout spojence. Uchýlil se proto k důmyslné lsti a přikázal vybraným vojákům, aby se před zraky vyslanců přichystali k vyplutí. Vyslanci se následně vydali na zpáteční cestu, načež se mezi Ilergety a jejich protivníky rychle rozšířily zvěsti o blížícím se příchodu Římanů. Po jejich odchodu odvolal konzul vojáky z lodí.
Protože jeho muži postrádali zkušenosti s válčením, Cato se věnoval důkladnému výcviku a podnikal proti Hispánům jen menší nájezdy. Jakmile seznal, že jsou připraveni, obešel v noci tábor nepřátel a po rozednění rozvinul vojsko k bitvě. Římští jezdci na pravém křídle se brzy po zahájení boje obrátili na útěk a vyvolali paniku mezi pěšáky. Konzul na to zareagoval vysláním dvou kohort do týlu Hispánů, čímž pozvedl morálku znejistělých legionářů. Když Římané získali nad nepřáteli převahu, rozkázal záložní legii, aby oblehla jejich tábor. Jeho dobytí zbavilo poražené bojovníky veškeré možnosti záchrany a při nastalém krveprolití přišlo mnoho z nich o život.
Cato se bezprostředně po vítězství vypravil do Tarracony. Již v průběhu postupu k němu přicházeli vyslanci místních obcí, aby se mu poddaly. Území na sever od řeky Hiberus se díky tomu ocitlo opět pod kontrolou Římanů. Appiános uvádí, že Cato rozeslal každé obci zapečetěný dopis, v němž jejich obyvatelům nařizoval neprodleně strhnout hradby. Poslové doručili dopisy ve stejný den, takže Hispánové neměli možnost se vzájemně poradit a raději konzulovu příkazu vyhověli. Sám Cato se chlubil tím, že si v Hispánii podrobil více měst, než kolik tam strávil dní. Jedná se ale o značně zveličené tvrzení, neboť skutečných měst bylo v Hispánii jen několik a nacházela se zejména na pobřeží Středozemního moře. Ve vnitrozemí se vyskytovala spíše menší opevněná sídla, nalézající se obvykle na vrcholcích kopců.
Zanedlouho se vzbouřili Turdetánové, považovaní za nejméně válečnický kmen. Ačkoliv utrpěli jednoznačnou porážku, odmítli se vzdát a povolali 10 000 keltiberských žoldnéřů. Praetor Publius Manlius se proto obrátil na Catona se žádostí o podporu. Konzul se neúspěšně pokusil přetáhnout Keltibery na svoji stranu nabídkou dvojnásobného žoldu. Poté vyrazil k městu Seguntia (Sigüenza), v němž zanechali svá zavazadla, a oblehl ho. Protože ani tímto manévrem je nepřiměl k bitvě, odtáhl s pouhými sedmi kohortami zpět k Hiberu a pokračoval v pacifikaci kmenů sídlících severně od řeky.
Cato usiloval rovněž o zvýšení příjmů a uvalil vysoké daně na doly na železo a na stříbro. Toto opatření představuje první nesporný doklad vědomého využívání hospodářských zdrojů Hispánie Římany. Jeho činy ocenili senátoři konáním třídenní děkovné slavnosti a odhlasovali mu triumf.

### Neutuchající odpor
Livius v závěru líčení Catonových činů uvádí, že jeho vítězství upevnila mír v Hispánii. Nicméně poté, co se Cato vrátil v roce 194 př. n. l. s legiemi do Říma, vypuklo v zemi nové povstání, což poněkud snižuje jeho úspěchy. V Přední Hispánii utrpěl tamější římský správce porážku a přišel o mnoho mužů. Publius Cornelius Scipio Nasica, syn Gnaea Scipiona, si v Zadní Hispánii počínal o poznání lépe a po sérii vítězství si podrobil asi 50 měst. O rok později, již v hodnosti propraetora, se utkal s Lusitány, kteří zpustošili provincii a obtíženi kořistí táhli zpět do svých domovů. Nasica přemohl nájezdníky v tvrdém boji poblíž města Ilipa.
V roce 192 př. n. l. se praetor Zadní Hispánie Marcus Fulvius Nobilior vydal na sever k řece Tagus. U malé, ale dobře opevněné obce jménem Toletum (Toledo) se střetl se spojenými silami Vakcejů, Vettonů a Keltiberů a zvítězil nad nimi. Města se následně zmocnil za použití obléhacích strojů a vysloužil si za to ovaci (ovatio). Jeho kolega Gaius Flaminius dobyl město Inlucia na území Oretánů, sídlících při horním toku řeky Anas (Guadiana). Z průběhu těchto tažení vyplývá, že hranice mezi oběma provinciemi se tehdy v podstatě omezovala na oblast ležící bezprostředně při pobřeží, zatímco ve vnitrozemí operovali velitelé poměrně libovolně, a mohli tak snáze reagovat na pohyby nepřátel.
Nobiliorův nástupce Lucius Aemilius Paullus podlehl v roce 191 př. n. l. Lusitánům, ztratil 6000 mužů a stěží ubránil svůj tábor. V dalším roce napravil svoji pošramocenou reputaci a oplatil jim porážku, přičemž přišli o 10 000 bojovníků a 2300 jich upadlo do zajetí. Při obléhání bastetánského města Hasta (poblíž Jerez de la Frontera) vydal Paullus nařízení o propuštění místních otroků. Ti se záhy vzbouřili proti svým pánům a přivodili pád města. Znění onoho nařízení se dochovalo na bronzové desce objevené při archeologickém průzkumu.
Po Paullově vítězství zachovávali Hispánové několik let mír. Teprve v roce 187 př. n. l. pozvedli Lusitánové a Keltiberové znovu zbraně a zpustošili území kmenů poddaných Římanům. Propraetor Gaius Atinius sice Lusitány zdolal v boji, nicméně zemřel po zásahu střelou. Jeho kolega Lucius Manlius Acidinus odrazil Keltibery u města Calagurris (Calahorra).
Na počátku roku 186 př. n. l. se praetoři Gaius Calpurnius Piso a Lucius Quinctius Crispinus odhodlali ke krajně neobvyklému postupu a sloučili svá vojska. Ke dvěma legiím, převzatým od svých předchůdců, obdrželi posily čítající 3000 legionářů, 20 000 Latinů a spojenců a 1500 jezdců. Společně veleli největší římské armádě v Hispánii od dob Catona. První střetnutí, svedené v Karpetánii nedaleko Toleta, skončilo ale úprkem Římanů. Praetoři dopřáli vojákům čas na zotavení a přivolali hispánské pomocné sbory. Pak překročili řeku Tagus a na jejím severním břehu se srazili s nepřáteli v urputné bitvě. Hispánové se pokusili rozrazit střed římského šiku klínem, v čemž jim zabránil Piso jezdeckým útokem do jejich boku. Livius uvádí, že z více než 35 000 Hispánů zůstala naživu jen nepatrná část. Po Pisonově a Crispinově návratu do Říma jim senátoři v jednomyslné shodě povolili triumf. V Zadní Hispánii zavládly klidné poměry, kdežto v Přední pronikli Keltiberové v roce 183 př. n. l. k pobřeží Středozemního moře.

### První keltiberská válka

#### Vpád do Keltibérie
V roce 182 př. n. l. dorazil do Přední Hispánie Quintus Fulvius Flaccus, který v následujících letech uskutečnil první úspěšnou invazi na území Keltiberů. Zjevně jednal ve shodě se senátem, neboť vojska v obou provinciích dostala výrazné posily a v jeho doprovodu se vyskytovalo několik dřívějších velitelů a vojenských tribunů. Nejprve oblehl město Urbicua, od jehož dobývání se nenechal odradit ani opakovanými útoky Keltiberů, usilujících o prolomení blokády. Když ustoupili, Římané se města rychle zmocnili a vydrancovali ho.
Keltiberové shromáždili v roce 181 př. n. l. obrovské vojsko o síle 35 000 mužů. Třebaže Flaccus sebral veškeré dostupné hispánské pomocné sbory, počtem svých vojáků se nepřátelům nevyrovnal. Na jaře se vydal do Karpetánie a utábořil se u města Aebura (Talavera de la Reina). Nedlouho po něm přitáhli také Keltiberové a několik dnů vybízeli Římany k boji. Flaccus zpočátku nejevil ochotu střetnout se s nimi. Jakmile jejich obezřetnost polevila, vyslal jedné noci své levé křídlo obsadit výšiny v týlu nepřátel. Po rozednění vyprovokoval Keltibery k útoku na svůj tábor, z něhož se proti nim vyřítili sešikovaní legionáři. Současně seběhli římští vojáci z výšin a téměř bez odporu ovládli hispánský tábor. Protože Keltiberové ztratili naději na záchranu, vrhli se do bitvy s obzvláštní zarputilostí. Římané je nakonec sevřeli ze všech stran, pobili jich 23 000 a takřka 5000 zajali.
Flaccus poté oblehl město Contrebia (Albarracín), jehož obyvatelé povolali Keltibery na pomoc. Silné déště a rozvodněné řeky jim však zabránily v příchodu, takže Contrebia se mezitím vzdala. Další porážka přiměla Keltibery, aby se rozptýlili do svých vesnic a tvrzí. Flaccus pokračoval v tažení a při postupu jejich územím pustošil krajinu a dobýval četné pevnosti, dokud se nevzdaly.
Appiános uvádí, že keltiberští Lusonové, sídlící u Hiberu, se bouřili kvůli nedostatku půdy. Když je Flaccus porazil, utekli do silně opevněného města Complegy a žádali, aby Římané dali každému z nich plášť, koně a meč jako náhradu za padlé. Na to Flaccus odpověděl, že jim přinese mnoho plášťů. Utábořil se u města, ale Lusonové se vzápětí rozprchli do okolí.
Navzdory dosaženým úspěchům se legionáři, vyčerpaní dlouholetou vojenskou službou, ocitli na pokraji vzpoury. Flakkově žádosti o propuštění veteránů vyhověli senátoři jen částečně, neboť jeho nástupce Tiberius Sempronius Gracchus odmítl válčit s nezkušenými vojáky. Protože Gracchus otálel s příjezdem do provincie, Flaccus vyvedl vojsko ze zimního tábora a začal plenit odlehlejší území Keltiberů. Hispánové, vydráždění drancováním, rozmístili své válečné sbory v zalesněném Manliově údolí, jemuž se Římané nemohli při zpáteční cestě vyhnout. Při průchodu průsmykem se na pochodující legionáře vrhli z obou stran. Flaccus přesto dokázal udržet bitevní linii a díky zásahu jezdců zahnal útočníky na útěk. Jako projev vděčnosti za záchranu v kritickém okamžiku přislíbil vybudovat chrám jezdecké bohyni Štěstěně (Fortuna Equestris). Vítěznou armádu předal v Tarraconě Gracchovi a odplul do Říma oslavit triumf.

#### Gracchův mír
Podle Appiána obdržel Gracchus po převzetí velení naléhavou zprávu od obyvatel města Caravis (Magallón), ohrožovaného Keltibery. Když k němu přitáhl, upustili Keltiberové od dobývání a ustoupili. Nedlouho nato přišlo k Římanům z Complegy 20 000 mužů s olivovými ratolestmi. Sotva se přiblížili k římskému táboru, podnikli naprosto překvapivý výpad. Gracchus přenechal tábor nepřátelům a předstíral útěk. Vzápětí se obrátil proti Hispánům a napadl je, zatímco se věnovali drancování. Poté dobyl Complegu a rozdělil půdu chudým.
Livius se zmiňuje, že v roce 179 př. n. l. se Gracchus odebral do nejzazších končin keltiberského území. Nejprve nenadálým nočním útokem ovládl město Munda. Odtud zamířil k městu Certima a chystal se ho obléhat. Jeho obyvatelé se marně dožadovali pomoci Keltiberů, načež se podvolili Římanům a zaplatili vysokou pokutu. Gracchus postoupil k městu Alké, u něhož Keltiberové rozmístili své síly. Římané vylákali Hispány k útoku na svůj tábor, potom náhle vyrazili ze všech bran, přemohli je a zahnali na útěk.
Po vítězství Gracchus zpustošil Keltibérii a získal nesmírnou kořist. Kmeny, vyčerpané válčením a drancováním, se odevzdávali do jeho moci a během několika málo dnů se prý Římanům vzdalo více než sto obcí. Gracchus se znovu vypravil k Alké a po krátkém obléhání ji dobyl. Tehdy se k němu dostavil keltiberský náčelník Thurrius, jehož Livius označuje za „nejmocnějšího ze všech Hispánů“. Pod dojmem utrpěných porážek přešel náčelník na stranu Římanů a bojoval věrně po jejich boku. Gracchovi se podrobilo rovněž významné město Ergavica. Jakmile ale římský velitel stáhl své legie, Keltiberové mu vypověděli poslušnost a opět se vzbouřili. V tři dny trvající bitvě u Mons Chaunus (patrně se jednalo o horu Moncayo) nad nimi Gracchus přesvědčivě zvítězil a vnutil jim mír.
Antičtí historikové připomínají Graccha zejména kvůli mírovým smlouvám, které uzavřel s jednotlivými hispánskými kmeny. Podle přesně formulovaných dohod, stvrzených oboustrannými přísahami, se Hispánové stávali „přáteli římského národa“. V souladu s tím se zavázali poskytovat Římanům pomocné sbory a platit pevně stanovené daně. Zřejmě právě Gracchus zavedl pětiprocentní daň (vicensima) z úrody obilí, čímž nahradil dosavadní kořistnickou praxi zásobování armády. Keltiberové směli opevňovat své obce, nemohli ale budovat žádné nové. Sám Gracchus založil dvě města: Gracchuris (Alfaro) na horním toku Hiberu a hornické Iliturgis při řece Baetis. Uzavřené smlouvy mu zajistily značný věhlas a po návratu do Říma ho senát za jeho skutky v Hispánii odměnil triumfem.

### Pomíjivý klid
Gracchův mír (pax Gracchana) přetrval až do poloviny padesátých let 2. století př. n. l. V pramenech se vyskytuje jen zanedbatelné množství zpráv týkajících se vývoje v Hispánii v daném období, neboť Livius a Appiános, dva hlavní zdroje informací, soustředili svoji pozornost na události v jiných zemích. Téměř čtvrtstoletí dlouhý klid zbraní přerušilo pouze několik menších povstání, která Římané rychle potlačili.
V roce 174 př. n. l. se v Přední Hispánii vzbouřili Keltiberové. Praetor Appius Claudius Centho je nedlouho po svém příchodu porazil, načež upustili od dalšího odporu a rozešli se do svých obcí. Nové rozbroje vypukly o čtyři roky později. Jakýsi Olonicus, třímající stříbrné kopí, o němž tvrdil, že mu ho seslali bohové, získal na svou stranu Keltibery. Když se jedné noci přiblížil k nepřátelskému táboru, římská stráž ho zabila oštěpem. S jeho předčasnou smrtí skončilo i jím vyvolané povstání. Další zmínka o odboji Hispánů se vztahuje k roku 163 př. n. l., kdy Římané vedli vojenské akce proti Lusitánům.
Přetrvávající mír umožnil zmenšit velikost římského vojska v Hispánii na polovinu, takže v každé z provincií se namísto dřívějších dvou legií nacházela pouze jediná. Pravděpodobně z důvodu války s Makedonií rozhodl senát v roce 171 př. n. l. o spojení Přední a Zadní Hispánie v jednu provincii. Praetor Lucius Canuleius Dives, pověřený její správou, se ještě před svým odchodem z Říma musel zabývat žalobou Hispánů na chamtivost a úplatnost některých jeho předchůdců. K projednání vznesených obvinění bylo ustanoveno pět soudců z řad senátorů. Ze tří obžalovaných soudci jednoho osvobodili, zatímco dva zbývající se dobrovolně odebrali do vyhnanství. Senát poté zakázal správcům, aby svévolně určovali cenu obilí dodávaného Hispány, a učinil další opatření proti libovůli úředníků. V téže době se do Říma dostavilo rovněž poselstvo jedinců pocházejících z nesezdaných svazků římských vojáků a hispánských žen. Senát jim na jejich žádost přidělil k obývání město Carteia (poblíž San Roque) a obdařil ho postavením latinské kolonie.
V roce 167 př. n. l. byla Hispánie opět rozdělena na dvě provincie. Fasti triumphales nicméně neobsahují jediný záznam o triumfu nebo ovaci některého z tamějších správců ve druhé polovině šedesátých let a na počátku let padesátých. V souvislosti s tím, jak klesala šance na dosažení vojenské slávy, upadal i zájem římských politiků o správu hispánských provincií.

### Nájezdy Lusitánů
Veškeré pokroky, jichž Římané při pacifikaci hispánských kmenů dosáhli, vzaly téměř za své mezi léty 155 až 133 př. n. l., kdy celý Iberský poloostrov vzplanul požárem povstání a válek. Konflikty probíhající v těchto letech představovaly poslední zoufalý pokus domorodého obyvatelstva vyhnat římské dobyvatele a získat zpět nezávislost.
První událost značící zvrat v mírovém soužití Hispánů a Římanů nastala v roce 155 př. n. l. a zažehla lusitánskou válku, trvající s krátkou přestávkou sedmnáct let. Lusitánové a Vettonové pod vedením jistého Punika napadli římské poddané v Zadní Hispánii. Porazili zřejmě oba tehdejší praetory a pobili 6000 vojáků, včetně jednoho z quaestorů. Punicus pronikl až k moři, ale během obléhání jakéhosi města ho zasáhl kámen do hlavy a zemřel. Jeho nástupce Caesarus podlehl v dalším roce praetorovi Luciovi Mummiovi. Při pronásledování prchajících nepřátel si ale Římané počínali nerozvážně, načež jim Lusitánové oplatili porážku a zabili jich 9000. Mummius se se svými otřesenými muži stáhl do tábora a neodvažoval se ho opustit. Teprve když opodál postupovali Hispánové obtížení kořistí, přepadl je, způsobil jim těžké ztráty a odňal jim část uloupených věcí.
Zanedlouho se zpoza Tagu přihnala jiná skupina Lusitánů, která zaútočila na římské spojence Kuneje, sídlící na jihozápadě Hispánie, a dobyla jejich nejdůležitější město Conistorgis. Někteří dokonce u Herkulových sloupů překročili moře a vpadli do severní Afriky. Podle Appiána shromáždil Mummius 9500 vojáků, s nimiž se vydal za Lusitány a porazil je. V Římě potom oslavil triumf. V roce 152 př. n. l. praetor Marcus Atilius vpadl na území Lusitánů a zmocnil se města Oxthracae. Tím jim nahnal takovou hrůzu, že se všechny okolní kmeny vzdaly a uzavřely s ním mír. Jakmile se Atilius odebral do zimního tábora, Lusitánové ihned obnovili nepřátelství a začali obléhat římské spojence.

### Druhá keltiberská válka
Počátek druhé keltiberské války, kterou Polybios kvůli urputnosti a nepřetržitosti bojů příhodně nazval „ohnivá válka“, spadá do roku 154 př. n. l. Podle Appiána přiměli předáci mocného města Segeda, nacházejícího se na území keltiberského kmene Bellů, obyvatele sousedních obcí, aby se v něm usadili, a chystali se vybudovat hradby o délce několika kilometrů. Senát jim v reakci na to výstavbu zakázal a požadoval splnění povinností uložených jim Gracchem. Keltiberové, povzbuzení úspěchem Lusitánů při vpádu do Zadní Hispánie v předchozím roce, odmítli uposlechnout příkazu senátu. Odvolávali se přitom na smlouvu s Gracchem, podle níž nesměli zakládat nová města, nikoli však opevňovat stávající. Připomínali rovněž, že od placení daní a odvádění vojáků upustili později sami Římané.
V roce 153 př. n. l. vyslal senát do Přední Hispánie konzula Quinta Fulvia Nobiliora s více než 30 000 vojáky. Nobilior nastoupil do úřadu nikoli 1. března, nýbrž už 1. ledna, a to zřejmě z toho důvodu, aby stihl vykonat své povinnosti v Římě před začátkem válečné sezóny. Skutečnost, že potlačením vzpoury byl pověřen konzul, nevypovídá ani tak o závažnosti situace, jako spíše o nedostatku vhodných provincií. Zprávy o příchodu Římanů přiměly Segeďany opustit město s dosud nedokončenými hradbami a vyhledat záchranu u kmene Arevaků. Společně postavili vojsko o síle 20 000 pěšáků a 5000 jezdců a poté přepadli postupující Římany ze zálohy. V boji padlo asi 6000 útočníků, nicméně při neopatrném pronásledování narazili Keltiberové na římské jezdectvo hlídající trén a mnozí z nich včetně jejich velitele Cara přitom přišli o život.
Arevakové se vzápětí stáhli k Numantii, nejmohutnější keltiberské pevnosti. Nobilior se vydal za nimi a rozbil svůj tábor nedaleko od města. Jakmile k němu dorazilo 300 numidských jezdců a 10 válečných slonů, vyvedl vojsko proti nepříteli. V nastalé bitvě ohromil Keltibery pohled na neobvyklá zvířata natolik, že utekli do města. Římané se přiblížili až k jeho hradbám, ale nedlouho nato jeden ze slonů po zásahu kamenem zdivočel, obrátil se do vlastních řad a vyděsil ostatní zvířata. Během vzniklé paniky začali Římané prchat, čehož využili Keltiberové a zahnali je na ústup. Nobiliorovi se ani potom nedařilo dosáhnout sebemenšího vítězství a dokonce ztratil město Ocilis, v němž se nalézala jeho pokladnice a zásoby. Když vyslal jezdce, aby zajistili pomoc spojenců, Keltiberové jim nastražili léčku a rozprášili je. Konzul nakonec všeho zanechal a přezimoval v táboře, kde jeho muže sužoval nedostatek potravin a krutý mráz, jemuž řada z nich podlehla.
V dalším roce převzal velení Marcus Claudius Marcellus. Keltiberové se ho brzy pokusili zaskočit, ale Marcellus si počínal obezřetněji než jeho předchůdce. Dobyl zpět Ocilis a udělil městu milost, přičemž se spokojil s mírnou pokutou a odevzdáním rukojmích. Pak zpustošil území Keltiberů, rozdělil kořist mezi vojáky a zahájil obléhání města Nergobriga. V téže chvíli k němu vyslaly svá poselstva kmeny Arevaků, Bellů a Tithů a domáhaly se obnovení Gracchovy smlouvy. Marcellus se v dopise senátu přimlouval za uzavření míru dle dříve ujednaných podmínek. Navzdory tomu nejevili senátoři nejmenší zájem o diplomatické řešení konfliktu, neboť se domnívali, že projev smířlivosti vůči vzbouřencům by mohl povzbudit ostatní Hispány k odpadnutí. Místo toho požadovali, aby se kmeny zcela podrobily římské moci (deditio), a vedením války pověřili konzula Lucia Licinia Luculla. Při sestavování vojska narazili Římané na vážné potíže, jelikož odvody nepostačovaly k naplnění stavů legií, a museli se proto poprvé uchýlit k losování. Zvěsti o nepříznivém průběhu války a o římských ztrátách vedly totiž k tomu, že se mladí muži pod různými záminkami vyhýbali vojenské službě. Počátkem roku 151 př. n. l. obnovil Marcellus válečné operace proti Keltiberům a vytáhl k Numantii. Sotva se před ní utábořil, rozhodli se Arevakové, Bellové a Tithové poddat se Římanům. Díky tomu stihl Marcellus ukončit válku ještě před Lucullovým příchodem do provincie.

### Věrolomnost a brutalita
Když Lucullus přicestoval do Hispánie, ke své nelibosti zjistil, že Keltiberové se vzdali jeho předchůdci. Poháněn „touhou po slávě a kvůli nedostatku peněz“ zahájil bez pověření senátu tažení proti keltiberskému kmeni Vakcejů, zachovávajícímu mír. Po překročení Tagu přitáhl k městu Cauca (Coca) a utábořil se u něho. Obyvatelé města s ním zkoušeli vyjednávat a posléze svedli s Římany neúspěšnou bitvu v blízkosti hradeb. Následně požádali o mír, jehož uzavření podmínil Lucullus odevzdáním rukojmích, zaplacením vysoké pokuty a vsazením posádky do města. S jejich souhlasem vyslal do města 2000 pečlivě vybraných vojáků, aby obsadili hradby. Na jeho signál poté povraždili všechny dospělé muže a Cauku nemilosrdně vydrancovali. Zprávy o římské krutosti podnítily ostatní Vakceje, aby uprchli do neschůdných hor a opevněných sídel. Ještě před svým odchodem zničili vše, co nemohli odnést.
Lucullus táhl opuštěnou krajinou k obci Intercatia a pokusil se s ní uzavřít smlouvu. Obyvatelé Intercatie mu vytýkali jeho předchozí počínání a ptali se, zda jim poskytne tytéž záruky jako Cauckým. Rozhněván jejich odpovědí zpustošil Lucullus polnosti v okolí a pustil se do obléhání. Římanům se však dobývání nedařilo a navíc čelili vážným zásobovacím obtížím. Teprve Lucullův legát Publius Cornelius Scipio Aemilianus přiměl obyvatele města, aby se poddali. Získaná kořist byla ale nevelká, protože tamější lidé si zlata ani stříbra nijak necenili a z toho důvodu žádné nevlastnili. Potom vyrazil Lucullus k městu Pallantia (Palencia), neboť se doslechl, že se v něm nachází značné bohatství. Nepřátelské jezdectvo bránilo Římanům v zajištění potravy a ti se zanedlouho ocitli zcela odříznuti. Lucullovi nezbylo než ustoupit, přičemž na něho neustále dotírali Vakcejové. S vojskem v bojové formaci se stáhl za řeku Durius (Duero) a přezimoval v jižní Hispánii.
Zatímco Lucullus vedl nezákonnou válku proti Vakcejům, jeho kolega Servius Sulpicius Galba se snažil vypudit Lusitány ze Zadní Hispánie. Ačkoliv nad nimi zvítězil, při neuváženém pronásledování přešli Lusitánové do protiútoku a pobili na 7000 Římanů. Na jaře 150 př. n. l. sladili oba římští vojevůdci svůj postup, vtrhli ze dvou stran do Lusitánie a zpustošili rozlehlé území. Nato vyslaly některé kmeny ke Galbovi emisary se žádostí o obnovení míru. Galba s nimi uzavřel smlouvu a předstíral pochopení pro jejich tíživou situaci způsobenou chudobou a neúrodností země, což je nutí věnovat se válčení. Příslibem úrodnější půdy přesvědčil asi 30 000 Lusitánů, aby opustili své domovy. Když se shromáždili na místě, které jim určil, rozdělil je na tři části a poručil jim, aby jako přátelé odložili své zbraně. Jakmile je odevzdali, nechal okolo každé skupiny vyhloubit příkop a jednu po druhé dal postupně zmasakrovat. Krvavému běsnění padly za oběť tisíce neozbrojených lusitánských mužů, kdežto ženy a děti prodali Římané do otroctví.
Někdejší Gracchovu šlechetnost vystřídala Lucullova věrolomnost a Galbova ukrutnost. Přestože jejich počínání neuniklo pozornosti senátu, ani jeden z nich nebyl nijak potrestán. Jejich podlé jednání prohloubilo nedůvěru a nepřátelství Hispánů k Římanům a předurčilo další vývoj událostí.

### Válka s Viriathem
Třebaže se v následujících třech letech nepřihodilo nic zaznamenáníhodného, patrně proto, že Lusitánové vstřebávali nedávnou pohromu, jejich vůle k odporu, umocněná touhou po odplatě, zůstávala nezlomena. V roce 147 př. n. l. se odhodlali k novému útoku proti Římanům, čímž začala druhá fáze lusitánské války, nazývaná někdy také válkou s Viriathem.

#### Únik

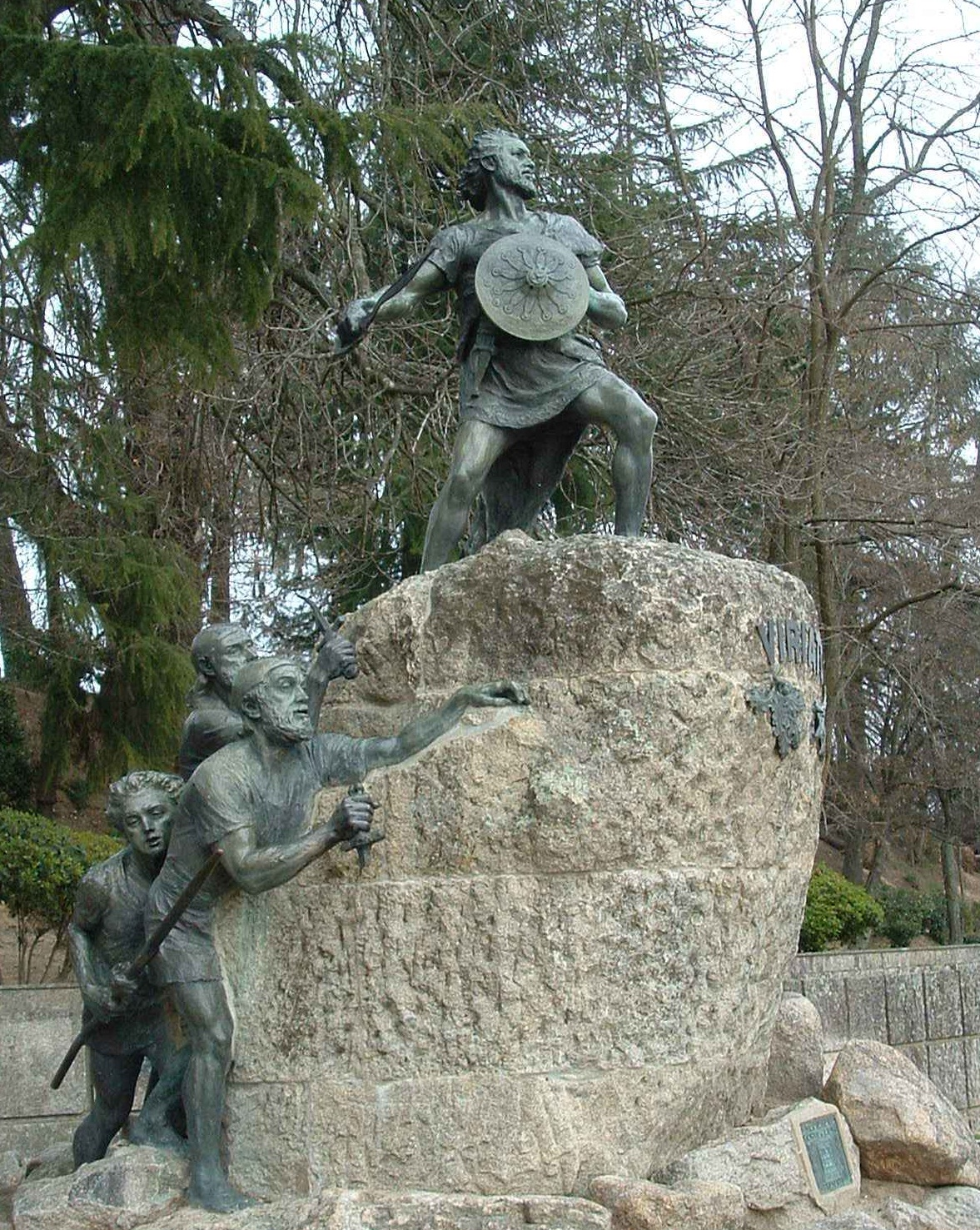
Viriathova socha ve Viseu

Asi 10 000 Lusitánů přepadlo v onom roce Turdetánii, území poddané Římanům. Praetor Gaius Vetilius vytáhl proti nim se zhruba stejně silným vojskem a zaskočil je při obstarávání píce. Některé pobil a zbytek odřízl na izolovaném místě, kde jim hrozila smrt hladem. Ve svém bezvýchodném postavení požádali Vetilia o přidělení území, na němž by se mohli usadit, a výměnou slibovali zachovávat poslušnost Římanům. Vetilius projevil souhlas s jejich návrhem. Tehdy se ujal slova Viriathus, který před lety vyvázl z Galbova masakru, připomněl Lusitánům, jakou váhu mají římské přísahy, a vyjevil jim svůj plán na prolomení obklíčení. Viriathova slova jim dodala novou naději a pozvedla jejich odvahu, načež ho zvolili svým vrchním velitelem.
Viriathus seřadil Lusitány do bitevního šiku, jako by se chystal k boji. Zároveň je rozdělil do mnoha skupin a přikázal jim, aby se na jeho znamení rozutekly různými směry. Pouze tisíc jezdců mělo zůstat s ním. Když vsedl na koně, Lusitánové se podle jeho instrukcí rozprchli na všechny strany. Vetilius, zmatený chováním nepřátel, se je neodvažoval stíhat. Mezitím zahájil Viriathus s jezdci klamné útoky, jimiž upoutal pozornost římského velitele. Zjevně při tom spoléhal na převahu zdatnějšího hispánského jezdectva, jemuž se římská jízda nevyrovnala. Poté, co ostatní unikli z dosahu Římanů, uprchl za nimi v noci do města Tribola. Vetilius ho pronásledoval, avšak Viriathus ukryl své muže do houští podél cesty. Jakmile Římané táhli kolem, Lusitánové na ně vyskočili z houští, zcela je překvapili a přivodili jim vážné ztráty. Z 10 000 Římanů se zachránilo jen 6000 a o život přišel i samotný praetor.

#### Viriathovy úspěchy
V roce 146 př. n. l. podnikl Viriathus tažení do Karpetánie, nejbohatšího a nejúrodnějšího kraje v oblasti Mesety, nacházejícího se v centrální Hispánii, a beztrestně ji pustošil. Praetor Gaius Plautius se vydal za ním, padl ale do léčky a ztratil několik tisíc mužů. Navzdory tomu pokračoval v pronásledování Viriatha, jenž ustoupil za Tagus a utábořil se na hoře nazývané Římany Venušina (Mons Veneris). Plautius ve své posedlosti odčinit předchozí nezdar napadl Lusitány a utrpěl naprostý debakl. V průběhu následujícího roku přemohl Viriathus další dva římské velitele a jeho vítězství podnítila všeobecné povstání Hispánů proti římské nadvládě. Četná města a některé kmeny v Zadní Hispánii se vzbouřily a přešly na jeho stranu.
Zprávy o neblahém vývoji přiměly senát, aby vedení války svěřil do rukou konzula Quinta Fabia Maxima Aemiliana. Ten odvedl dvě legie nováčků a s vojskem o síle 15 000 pěšáků a 2000 jezdců dorazil ve druhé polovině roku 145 př. n. l. do města Orso (Osuna). Viriathus se díky rozsáhlé sítí zvědů dozvěděl o Aemilianově postupu a vytáhl mu vstříc. Římský vojevůdce strávil téměř jeden rok důkladným výcvikem svých nezkušených vojáků. Po celou dobu se úzkostlivě vyhýbal střetu s Lusitány, ačkoliv se ho Viriathus opakovaně pokoušel vydráždit k boji a kromě jiného oblehl město Corduba (Córdoba). Na jaře 144 př. n. l. spojil Aemilianus síly s praetorem Gaiem Laeliem a společně uštědřili Viriathovi porážku. Vítězní Římané donutili lusitánského vůdce k ústupu a vydrancovali dvě města stojící na jeho straně. Aemilianus ho pronásledoval k městu Baecula, kde jeho muži pobili mnoho prchajících nepřátel.
V roce 143 př. n. l. porazil Viriathus Aemilianova nástupce a opět se chopil iniciativy. Vtrhl do údolí řeky Baetis a vypudil římskou posádku z města Itukka (zřejmě Martos). Výpravu zakončil vypleněním území Bastetánů, ponechaného bez ochrany. Svými úspěchy přesvědčil keltiberské kmeny, aby obnovily nepřátelství vůči Římanům, čímž zavdal podnět k vypuknutí numantské války.
V dalším roce se velení ujal konzul Quintus Fabius Maximus Servilianus, Aemilianův adoptivní bratr. Servilianus sebral dvě legie a několik spojeneckých sborů, dohromady necelých 20 000 mužů, a vydal se do Itukky. Jakmile shromáždil vojsko, napadl Viriatha a porazil ho. Při pronásledování si ale Římané počínali poněkud nerozvážně, čehož využili Lusitánové k protiútoku. Servilianus přišel o 3000 vojáků a jen s velkými obtížemi odolával nepřátelům, dokud se nevrátil do Itukky. Lusitánové se nicméně potýkali s vážným nedostatkem zásob a jejich řady notně prořídly. Viriathus proto zanechal tažení a odtáhl do Lusitánie. Servilianus vzápětí dobyl několik měst v Baeturii (mezi řekami Anas a Baetis), poté vedl vojsko proti Kunejům, odkud zamířil na území Lusitánů. Přitom se musel vypořádat s všudypřítomnými bandami lupičů. Když oblehl lusitánské město Erisana, Viriathus proti němu podnikl náhlý výpad. V nastalé bitvě Serviliana porazil, jeho vojáky zahnal na okraj jakéhosi srázu, a zbavil je tak veškeré naděje na záchranu. V pro Římany kritickém okamžiku se Viriathus zachoval nečekaně velkoryse a nabídl jim uzavření míru. Servilianus přijal jeho návrh a sjednanou mírovou smlouvu, na základě níž se Viriathus stal „přítelem římského národa“, potvrdil i senát.

#### Hanebné vítězství

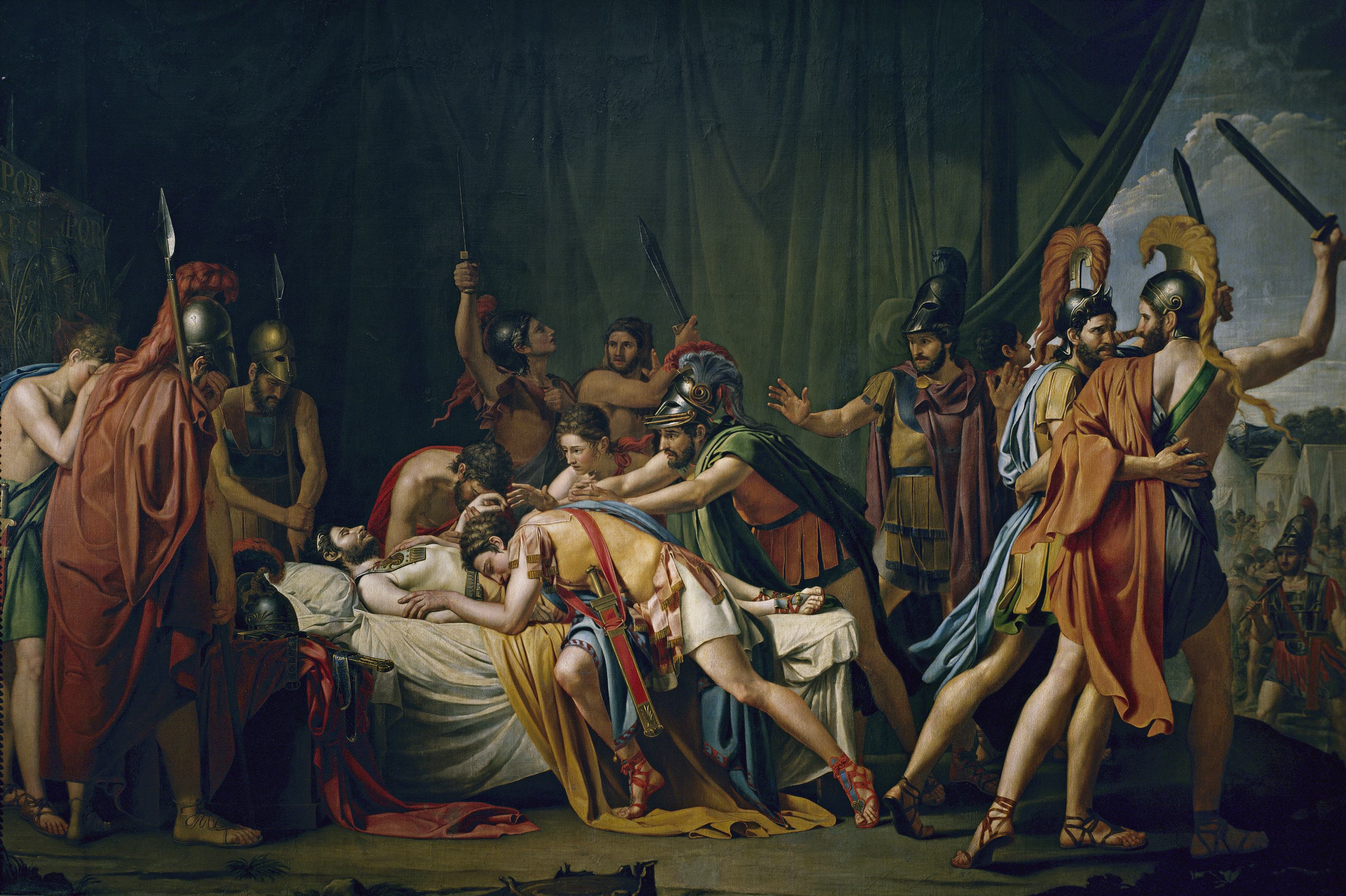
José de Madrazo, Viriathova smrt

Mír neměl dlouhého trvání, jelikož nově ustavený správce Zadní Hispánie Quintus Servilius Caepio považoval sjednanou smlouvu za pokořující a nehodnou Římanů a naléhal na senátory, aby se ve válce pokračovalo. S jejich nejprve tajným a později zcela otevřeným souhlasem se Viriatha snažil vyprovokovat. V roce 140 př. n. l. se zmocnil Erisany a pronásledoval svého protivníka do Karpetánie. Viriathus se vyhýbal bitvě a ustoupil do Lusitánie, protože jeho vojsko se velikostí nevyrovnalo římskému. Caepio zpustošil v roce 139 př. n. l. území lusitánských spojenců Vettonů a Kalléků. V téže době se k tažení proti Viriathovi přidal prokonzul Marcus Popilius Laenas, správce Přední Hispánie. Vyčerpaní Lusitánové nedokázali čelit tlaku dvou římských armád, takže se Viriathus rozhodl vyjednávat. Obrátil se na Laenata, a když u něho neuspěl, vyslal posly ke Caepionovi. Ten však s nimi nejednal o míru, nýbrž je bohatými dary podplatil. Po svém návratu vešli v noci do Viriathova stanu a zavraždili ho.
Lusitánové zvolili novým velitelem jistého Tautala, který podnikl výpravu na východní pobřeží Hispánie. Při přechodu řeky Baetis na něho Caepio zaútočil natolik zarputile, že se Tautalus vzdal i s vojskem do jeho rukou. Třebaže Lusitánové museli odevzdat všechny zbraně, Caepio jim daroval půdu, na níž mohli hospodařit. Jejich kapitulací lusitánská válka skončila. Římané utrpěli v tomto pro ně neslavném konfliktu více porážek, než kolika dosáhli vítězství. Nepřátele nakonec zdolali nikoli svou odvahou, nýbrž zradou a úkladnou vraždou úhlavního protivníka.

### Numantská válka
Třetí a rozhodující střetnutí Keltiberů s Římany nese název podle města Numantie. Tato nepřekonatelná pevnost, nalézající se na území Arevaků, se díky svému houževnatému odporu stala symbolem hispánského odboje. Keltiberové, inspirováni Viriathovým příkladem, vypověděli v roce 143 př. n. l. smlouvu s Římany uzavřenou o osm let dříve. Senát promptně ustanovil zkušeného Quinta Caecilia Metella správcem Přední Hispánie. Metellus překvapil Arevaky v době sklizně a snadno nad nimi zvítězil. Když předával velení Quintu Pompeiovi, zbývalo dobýt jen několik málo opevněných míst.

#### Ponížení Římanů
Pompeius přitáhl s vojskem o síle 30 000 pěšáků a 2000 jezdců k Numantii a utábořil se zde. Město se nacházelo na mimořádně nepřístupném místě uprostřed těžko proniknutelných lesů, obklopeno dvěma řekami a strmými srázy. Ačkoli ho hájilo jen 8000 mužů, obránci dokázali Římanům působit v pravidelných každodenních šarvátkách citelné ztráty. Pompeius posléze odtáhl k městu Termentia (Montejo de Tiermes), ale nedařilo se mu tam o nic lépe. Získal pouze jednu menší obec, obsazenou Numanťany. Poté zaútočil opět na Numantii a neúspěšně se pokusil odvést tok řeky dále od města s úmyslem zbavit jeho obyvatele přístupu k vodě. Někteří z jeho vojáků navíc padli do léčky. Tyto nezdary ho odradily od dalšího obléhání a přiměly ho vyjednávat. Pompeius využil vyčerpání Numanťanů a navzdory nevalnému průběhu bojů je přesvědčil, aby zaplatili pokutu. Smlouva, uzavřená počátkem roku 139 př. n. l., byla však pro Řím nevýhodná (Appiános ji dokonce označuje za potupnou) a senát ji odmítl schválit.

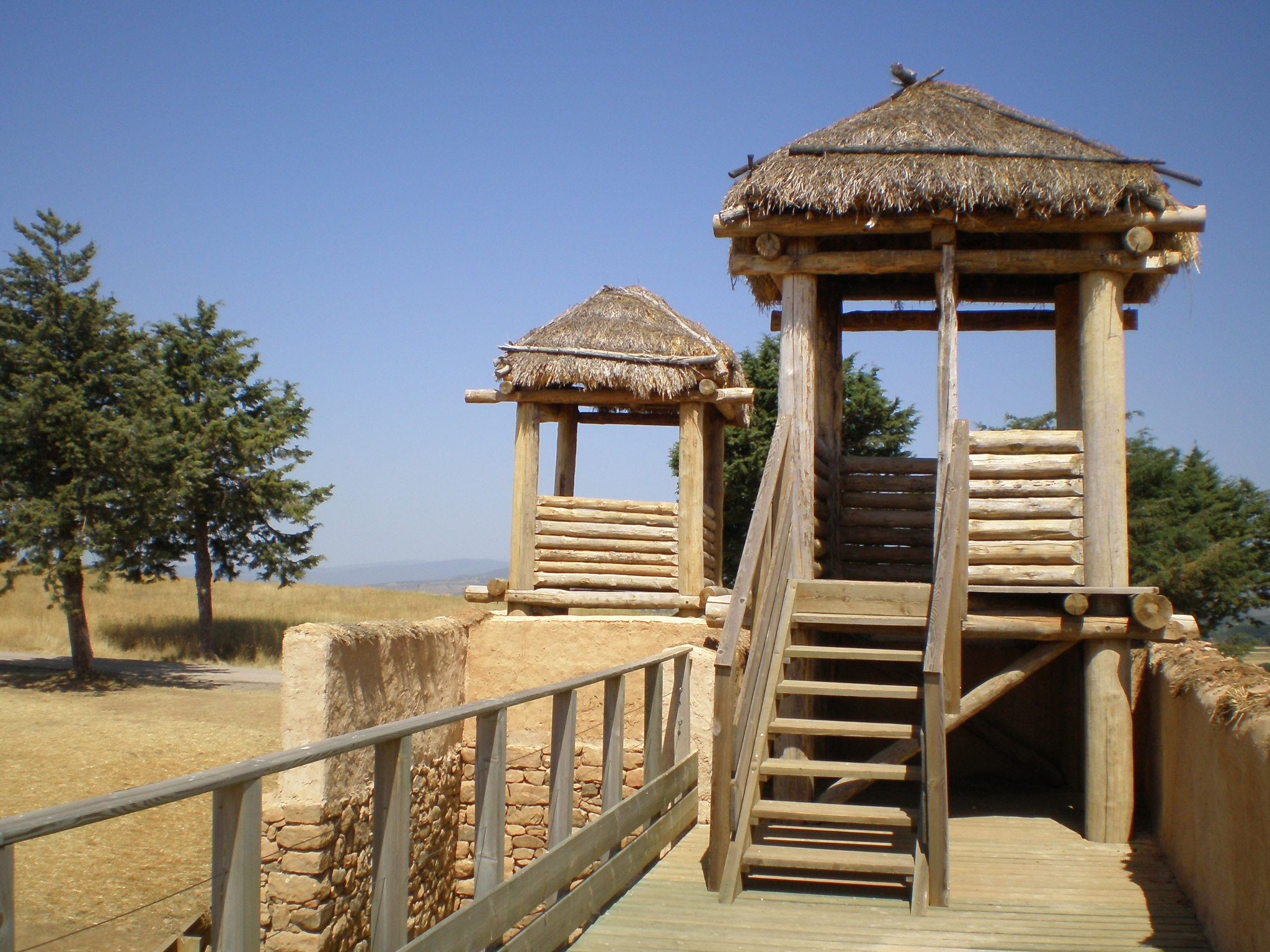
Rekonstrukce numantských hradeb

V roce 137 př. n. l. se konzul Gaius Hostilius Mancinus ocitl v ještě hrozivější situaci. Protože opakovaně podlehl Numanťanům, prchal za noci do někdejšího Nobiliorova tábora. Jeho pronásledovatelé ho druhého dne za svítání obklíčili a hrozili zkázou celého římského vojska. Pod Mancinem sloužil tehdy jako quaestor Tiberius Sempronius Gracchus. Z úcty k jeho otci si ho Numanťané vyžádali jako vyjednavače a za jeho zprostředkování uzavřeli s Mancinem mír za rovných podmínek. Plútarchos v souvislosti s tím uvádí, že Gracchus zachránil životy 20 000 římských občanů. Senát odmítl ponižující smlouvu odsouhlasit a Mancina, jakožto původce pohany, přikázal vydat nahého nepříteli. Numanťané ale tento obskurní dar nepřijali.
Následně vyslali Římané do Hispánie Mancinova kolegu Marka Aemilia Lepida. Ten falešně obvinil sousední Vakceje, že poskytují zásoby Numanťanům, a oblehl město Pallantii. Rozpačití senátoři žádali po Lepidovi vysvětlení, proč po všech utrpěných pohromách zahájil další válku. Zároveň vydali usnesení, jímž mu válčení s Vakceji zakázali. Lepidus jejich rozhodnutí ignoroval a pokračoval v dobývání Pallantie. Obléhatele začal po čase sužovat nedostatek potravin a mnozí umírali hladem. Lepidus proto nařídil noční ústup, jenž se záhy změnil v neuspořádaný a chaotický úprk. Vakcejové pronásledovali a pobíjeli utíkající Římany po celý den, než se nakonec obrátili zpět. Senát zbavil Lepida konzulského úřadu, takže se vrátil do Říma jako řadový občan. Jeho nástupce Quintus Calpurnius Piso se neodvážil zaútočit na Numanťany a v roce 135 př. n. l. podnikl pouze menší pustošivý nájezd na území Vakcejů.

#### Scipio Aemilianus obléhá Numantii
Livius poznamenává, že „vinou velitelů se válka vlekla k hanbě římského národa.“ Veřejné pohoršení nad neuspokojivým vývojem v Hispánii dosáhlo takové míry, že Římané zvolili konzulem Publia Cornelia Scipiona Aemiliana, vojevůdce proslulého vyvrácením Kartága v roce 146 př. n. l. Jakmile Scipio převzal v roce 134 př. n. l. vojsko, neprodleně vyhnal z tábora všechny nepatřičné elementy narušující morálku mužstva. Současně zavedl přísný režim a usilovným cvičením a dlouhými pochody utužil rozvolněnou kázeň vojáků. Když upevnil morálku a disciplínu, přitáhl do blízkosti Numantie. Protože nechtěl riskovat, aby jeho muže postihla nějaká pohroma či krveprolití, nepustil se hned do obléhání, nýbrž přikázal sklidit veškeré obilí v okolí. Potom vytáhl proti Vakcejům, o nichž se dozvěděl, že dopravují zásoby Numanťanům, a nemilosrdně pustošil jejich zemi. Vakcejové na to odpověděli nastražením léčky, do níž málem padl i samotný Scipio. Konzul vyvedl sice vojáky z hrozícího nebezpečí, nicméně část koní a tažných zvířat uhynula kvůli nedostatku vody.

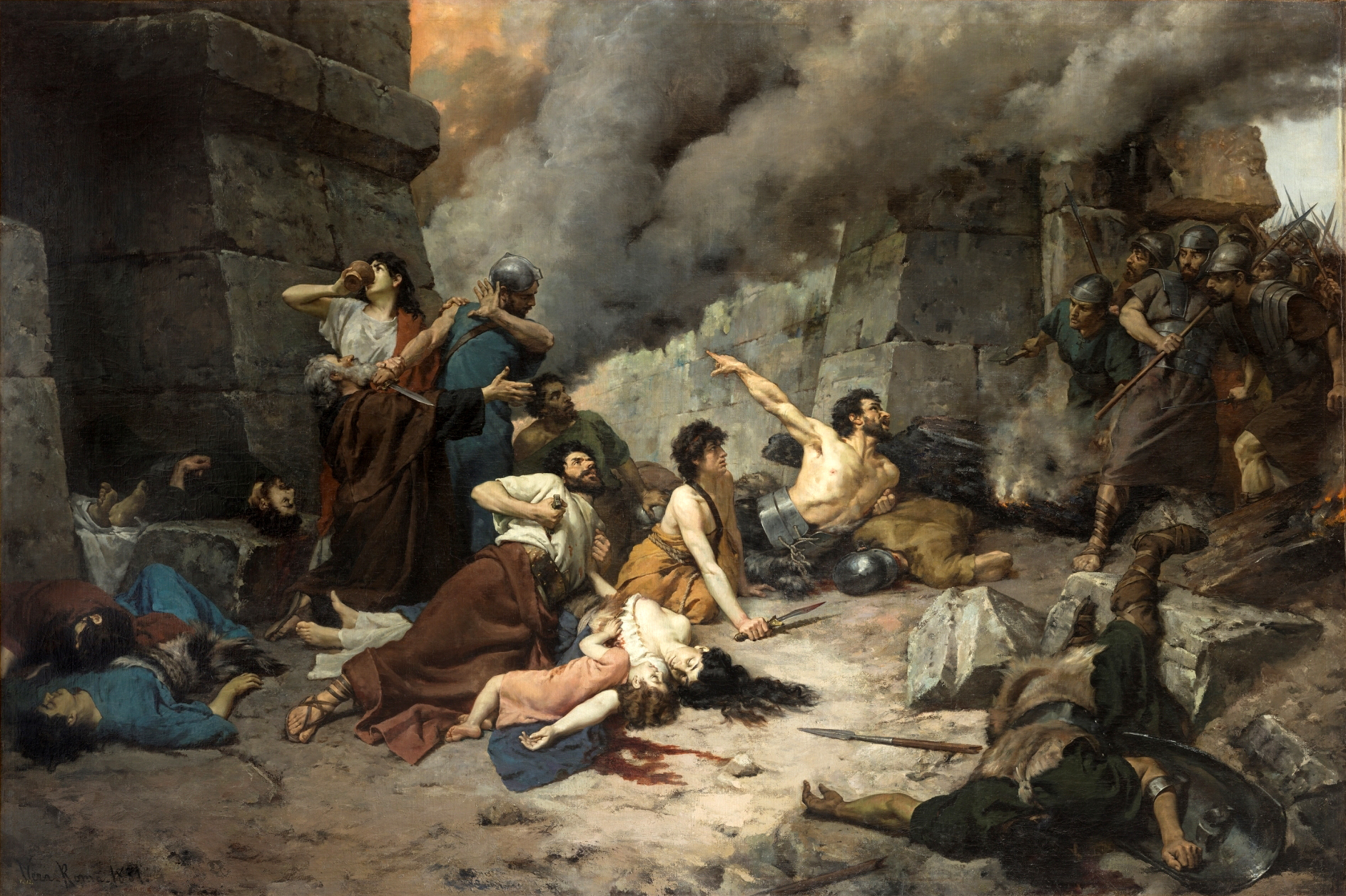
Alejo Vera, Numancia

Po vydrancování okolního území přikročil Scipio koncem léta k vlastnímu obléhání Numantie. V nevelké vzdálenosti od města nechal vybudovat dva tábory: jednomu velel sám, v druhém, ležícím na opačné straně, svěřil velení svému bratrovi Fabiu Maximu Aemilianovi. Numanťané se opětovně snažili svést s ním otevřenou bitvu. Scipio ale na jejich výzvy nereagoval a rozhodl se udolat obležené hladem. Za tímto účelem nechal kolem města vztyčit sedm pevností. Dal také přivolat posily od spojeneckých hispánských kmenů, díky čemuž vzrostla síla jeho vojska na přibližně 60 000 mužů. Svým početným válečným sborům rozkázal obehnat Numantii příkopem a palisádou, jejichž délka činila zhruba osm kilometrů. Za palisádou dal vybudovat neproniknutelnou soustavu hradeb, vysokých tři metry. Zatarasením řeky Durius, tekoucí podél městských hradeb a tvořící poslední přístupovou cestu, izolovali Římané obyvatele Numantie od vnějšího světa.
Numanťané se několikrát pokusili římský val prolomit, avšak obléhatelé je vždy odrazili. Několik jich v noci vyšplhalo na hradby a překonalo stráže, načež zamířili k sousedním Arevakům. Většina Arevaků se zdráhala vyhovět jejich žádosti o pomoc. Pouze v jedné obci projevili mladí muži touhu bojovat společně s Numanťany. Scipio se o tom záhy doslechl a krutě je potrestal useknutím rukou.
Vyhladovělí Numanťané pozbyli naděje na prolomení blokády a vyslali ke Scipionovi poselstvo domáhající se snesitelného míru. Konzul ale trval na tom, aby se zcela podřídili Římanům. Strádání obyvatel města se dále prohlubovalo, neboť zanedlouho vyčerpali všechny zásoby potravin a podle tvrzení antických historiků se uchýlili ke kanibalismu. Teprve po devíti měsících obléhání se Numanťané v roce 133 př. n. l. podrobili. Mnozí spáchali sebevraždu, protože nehodlali žít v otroctví. Ostatní se v notně zuboženém stavu vzdali Scipionovi, který z nich vybral padesát do triumfálního procesí a ostatní prodal. Římský vojevůdce poté srovnal Numantii se zemí. Třebaže se vyskytly ojedinělé kritické hlasy, že tak učinil bez souhlasu senátu, v Římě zavládla po zničení nepoddajného města všeobecná úleva.

### Dozvuky
Destrukce Numantie představuje významný milník v dějinách římského dobývání Hispánie. Dokud Keltiberové a Lusitánové odolávali útočníkům, nebylo jisté, zda si Římané dokážou poloostrov podrobit. Po pádu Numantie nemohlo být pochyb o tom, že se přes veškeré nezdary Hispánie zmocní. Kapitulace města přesto neznamenala konec odporu domorodého obyvatelstva, ačkoli ten již nedosahoval takové intenzity jako v předchozích letech.
Po Viriathově zavraždění se stal správcem Zadní Hispánie v roce 138 př. n. l. Decimus Junius Brutus, jehož úkol spočíval v potlačení zbytků lusitánského odboje. Nejprve opevnil město Olisipo (Lisabon), nacházející se při ústí Tagu, a zřídil si základnu ve městě Moro (zřejmě Alpiarça). Odsud postupoval podél pobřeží Atlantského oceánu na sever. Poblíž řeky Durius rozdrtil 60 000 Kalléků, třebaže údaj o jejich počtu je pravděpodobně nadsazený. Poté dorazil k řece Lethe (Lima), kterou se jeho pověrčiví vojáci zdráhali překročit. Přesvědčil je teprve svým osobním příkladem, když ji se standartou v ruce přešel sám jako první. Během své výpravy na západě Hispánie zničil Brutus řadu lusitánských a kalléckých obcí, čímž zlomil odhodání kmenů pokračovat v boji.
Appiános uvádí, že Římané vyslali do Hispánie komisi deseti senátorů, aby uspořádali poměry na území dobytém Scipionem a Brutem. V této době však patrně ještě neustavili svoji nadvládu nad Vakceji, Lusitány ani Kalléky. Dochované prameny neobsahují žádné informace o událostech na Iberském poloostrově a úřednících působících zde v dalších zhruba deseti let, z čehož lze usuzovat, že mezi Římany a Hispány panoval v této době mír.
V roce 123 př. n. l. obdržel konzul Quintus Caecilius Metellus velení proti pirátům operujícím z Baleárských ostrovů. Jakmile je porazil, usadil na ostrovech 3000 římských kolonistů z Hispánie. V roce 114 př. n. l. se propraetor Gaius Marius přičinil o vymýcení lupičství v Zadní Hispánii. O dva roky později zahynul Lucius Calpurnius Piso při potlačování Lusitánů. Četnost jejich povstání se zvýšila v následujícím desetiletí. V roce 107 př. n. l. dosáhl nad nimi Quintus Servilius Caepio velkého vítězství a oslavil triumf. Ani to je neodradilo a v roce 105 př. n. l. dokonce přemohli proti nim vyslané římské vojsko. V roce 101 př. n. l. byli poraženi a v provincii byl obnoven mír, k čemuž došlo nejspíše zásluhou Mariova bratra Marka Maria. Navzdory tomu se ještě v devadesátých letech 1. století př. n. l. dvakrát vzbouřili.
Titus Didius, zastávající v roce 98 př. n. l. úřad konzula, se ujal velení v Přední Hispánii a údajně pobil kolem 20 000 Arevaků. Obyvatele města Termentia přinutil přesídlit z opevněné výšiny do údolí a zakázal jim vybudovat hradby. Po devítiměsíčním obléhání se zmocnil města Colendy a veškeré obyvatelstvo prodal do otroctví. O několik let dříve usídlil Marcus Marius v blízkosti Colendy své keltiberské spojence, bojující s ním proti Lusitánům. Jelikož trpěli nedostatkem, uchýlili se k lupičství. Didius navrhl, že jim kvůli jejich chudobě přenechá území právě dobyté Colendy. Když však přišli se ženami a dětmi k Římanům, dal je podobně jako kdysi Galba pozabíjet. Jeho počínání odměnili senátoři v Římě triumfem. Didiův nástupce Gaius Valerius Flaccus pobil prý 20 000 Keltiberů. Potom přitáhl k městu Belgeda a potrestal jeho obyvatele, kteří upálili místní předáky odmítající se přidat ke vzpouře.

### Prameny
- APPIÁNOS. Zrod římského impéria: římské dějiny. Praha: Svoboda, 1986
- LIVIUS. Dějiny IV, V, VI, VII. Praha: Svoboda, 1973, 1975, 1976, 1979
- PLÚTARCHOS. Životopisy slavných Řeků a Římanů I. Praha: Arista, Baset, Maitrea, 2006. ISBN 80-86410-46-3
- POLYBIOS. Dějiny I, II, III, IV. Praha: Arista, Baset, Maitrea, TeMi CZ, 2008, 2008, 2011, 2012. ISBN 978-80-86410-56-2 ISBN 978-80-86410-60-9 ISBN 978-80-86410-62-3 ISBN 978-80-86410-66-1
- VELLEIUS PATERCULUS, PUBLIUS FLORUS. Dvojí pohled na římské dějiny. Praha: Baset, 2013. ISBN 978-80-86410-69-2